# Stichting Alde Fryske Tsjerken
Stichting Alde Fryske Tsjerken (afgekort SAFT) is een stichting met als doel het herstel en de instandhouding van uit historisch oogpunt belangwekkende kerkgebouwen met aan- en toebehoren in de provincie Friesland. De stichting is gevestigd in de stad Leeuwarden en werd in 1970 opgericht. De stichting heeft meer dan vijftig kerken in Friesland en twee klokkenstoelen in beheer.
De stichting neemt in bijzondere gevallen rijksmonumentale kerken over van kerkelijke gemeenten. De stichting is een Algemeen nut beogende instelling en is een Professionele organisatie voor monumentenbehoud (POM). Het beheer van de kerkgebouwen is op lokaal niveau in handen van de vrijwilligers van de Plaatselijke Commissies. Door de ontkerkelijking en het samengaan van hervormde en gereformeerde kerken wordt een groot aantal kerkgebouwen overbodig. 
De Stichting geeft een eigen tijdschrift uit dat tot en met 2009 onder de naam Keppelstok verscheen. Daarna ging het magazine verder onder de naam Alde Fryske Tsjerken.

## Kerken

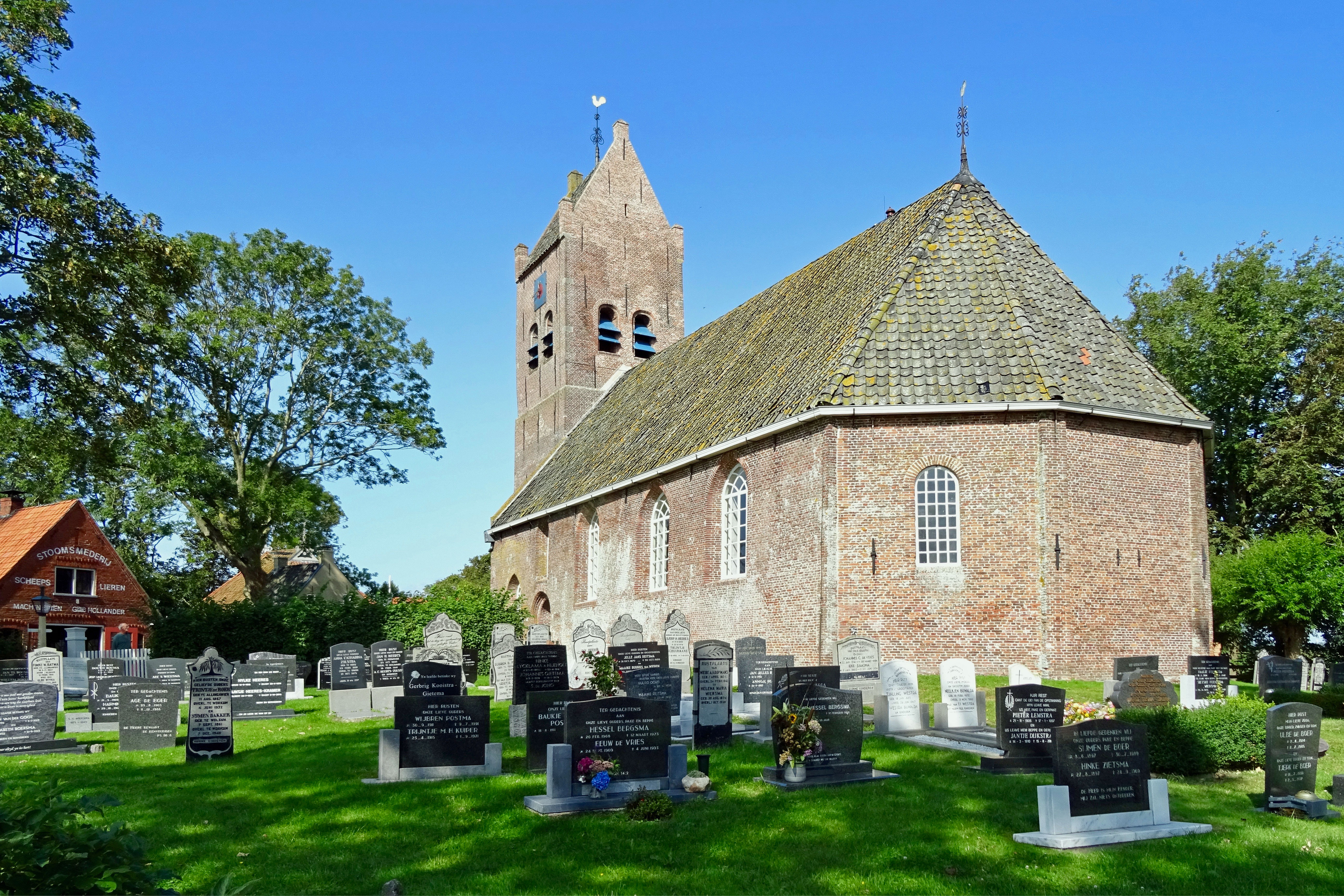
Allingawier Grote Kerk
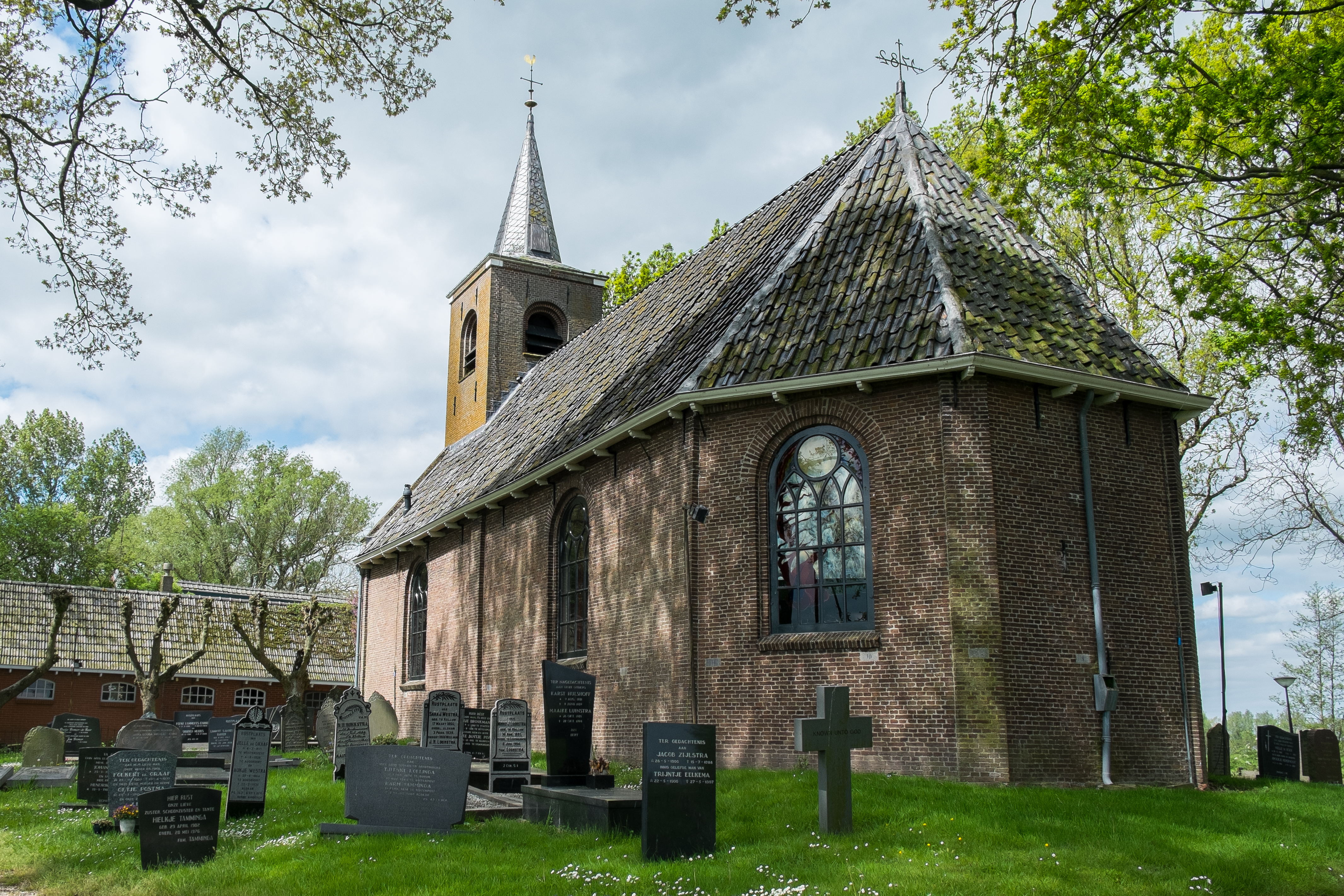
Augsbuurt Kerk
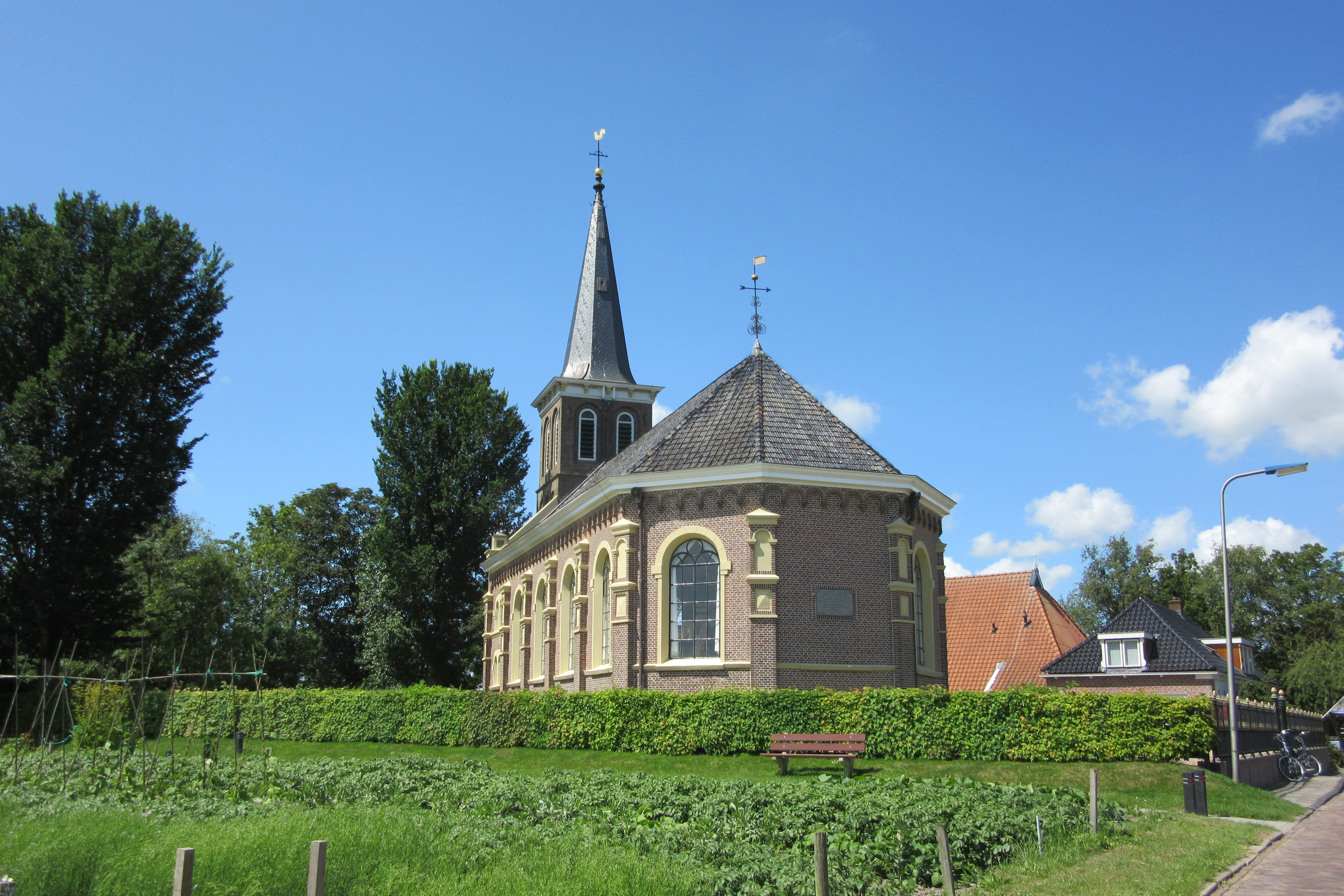
Baijum Kerk
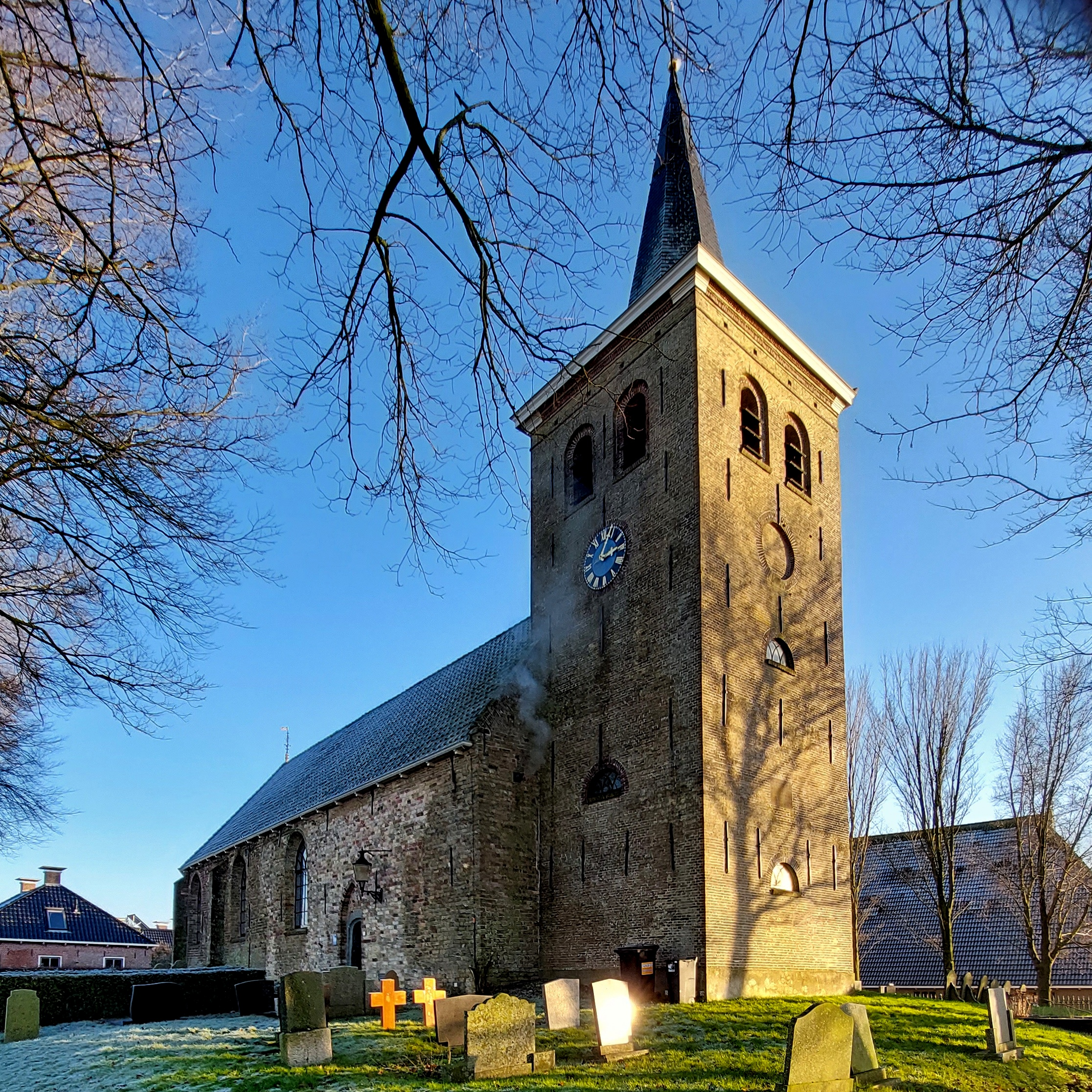
Beers Mariakerk
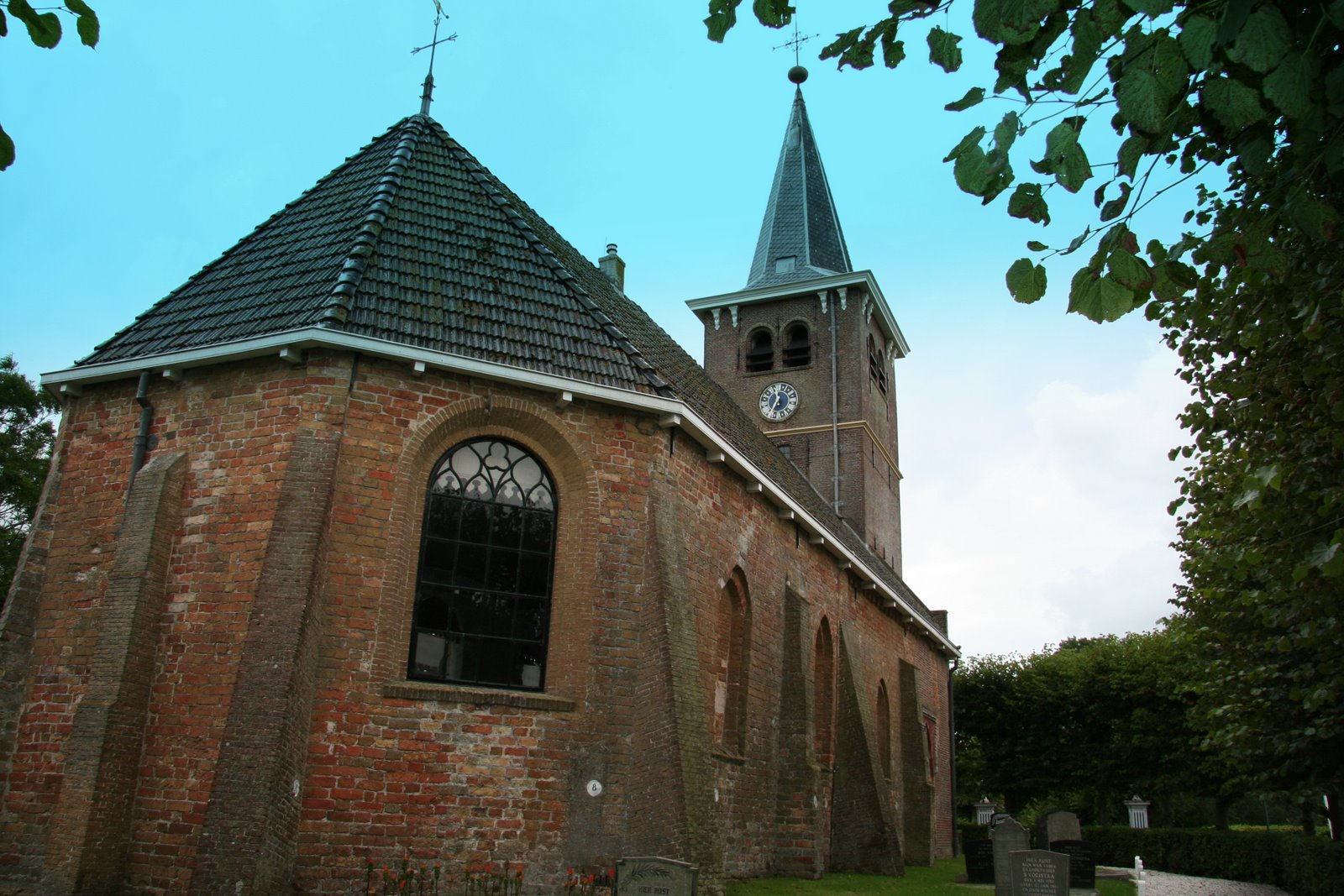
Blessum Mariakerk
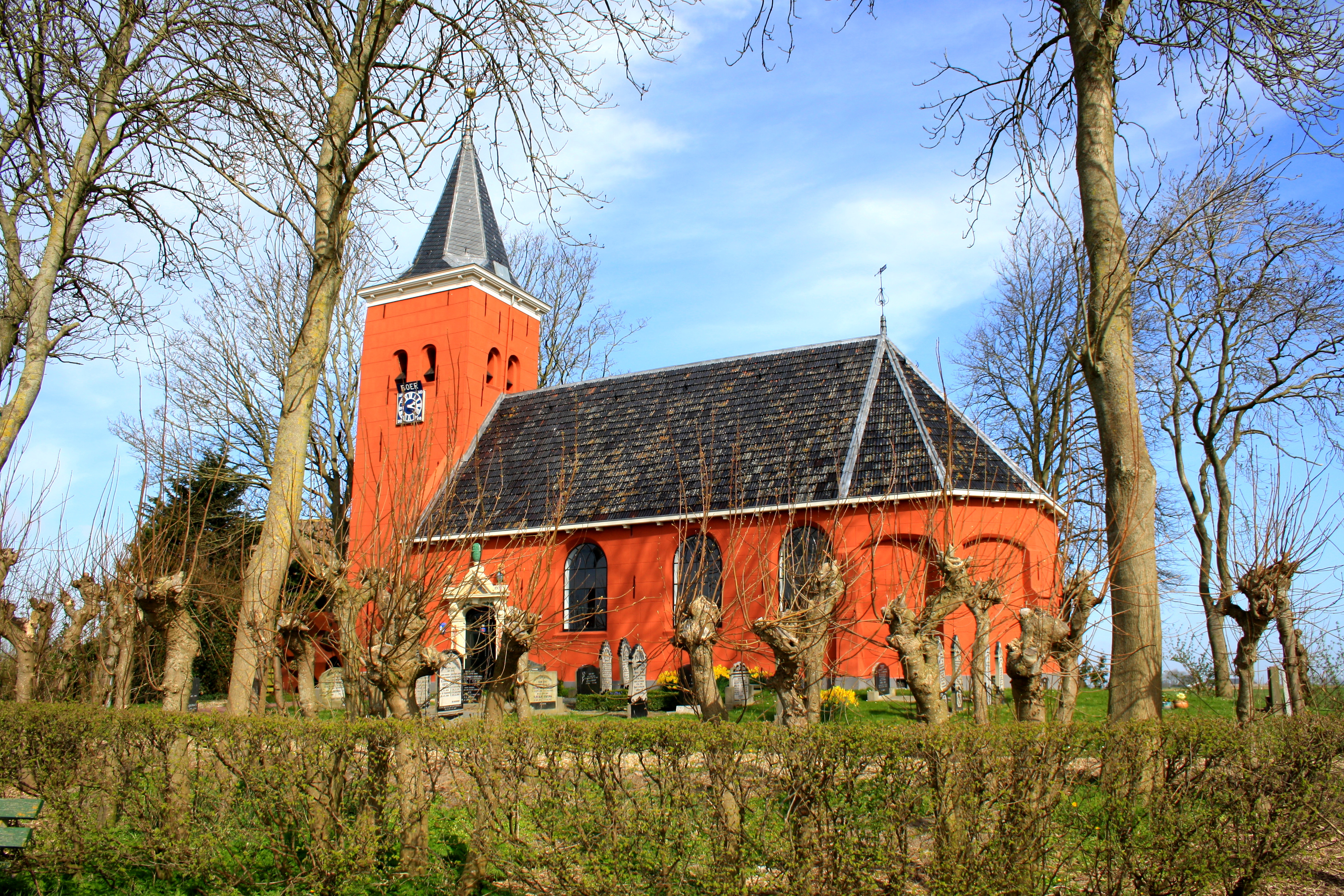
Boer Mariakerk
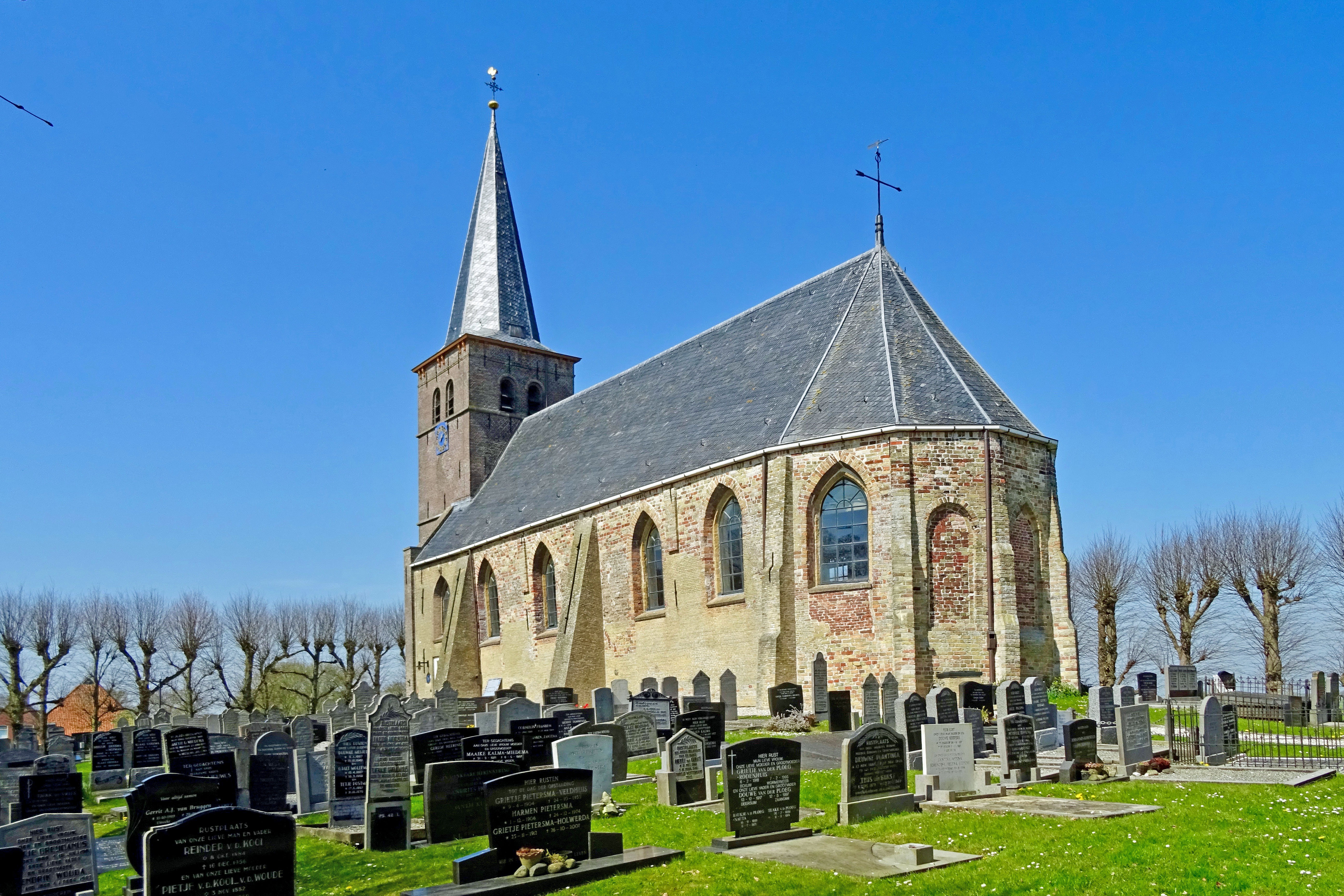
Boksum Sint-Margaretakerk
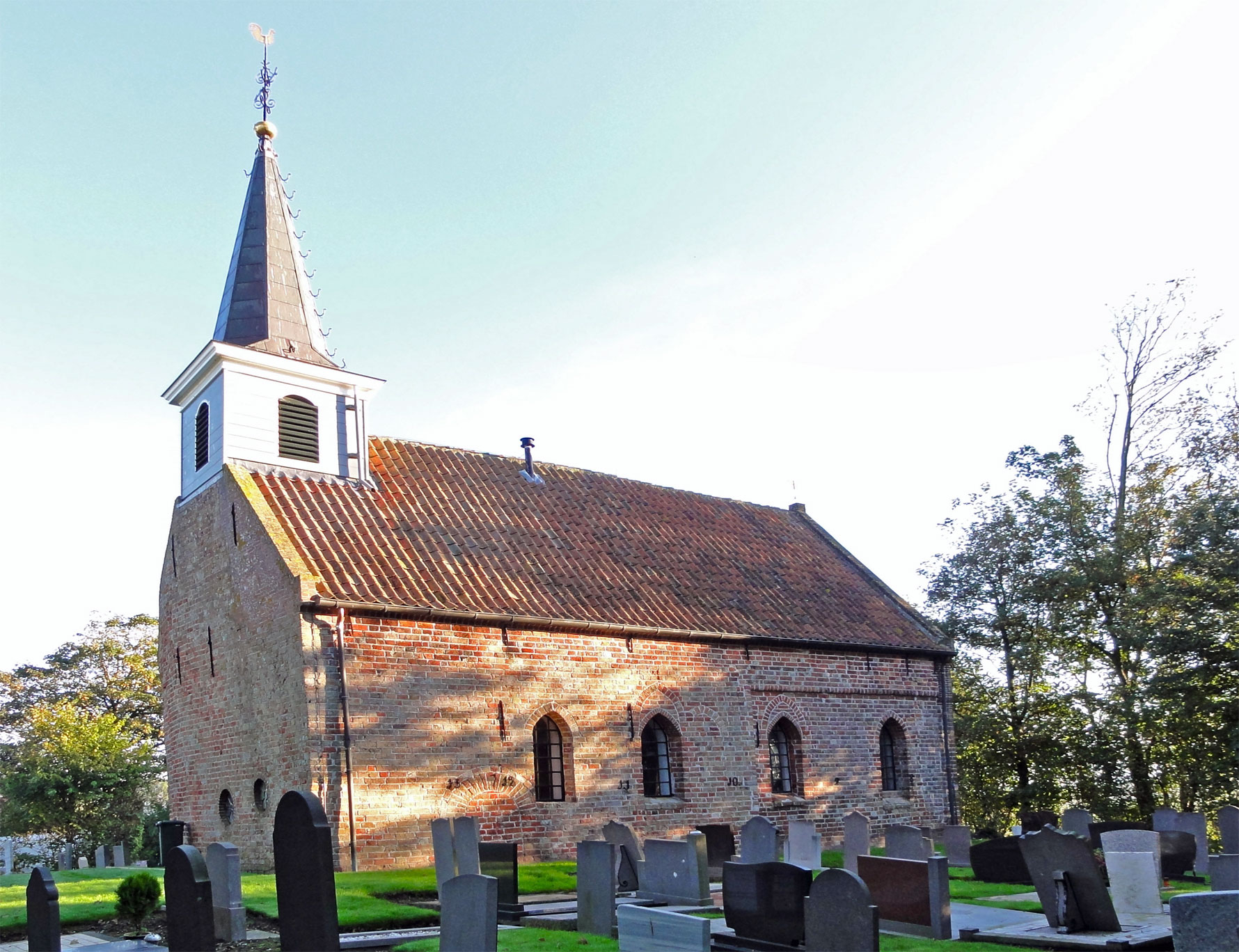
Bornwird Mariakerk
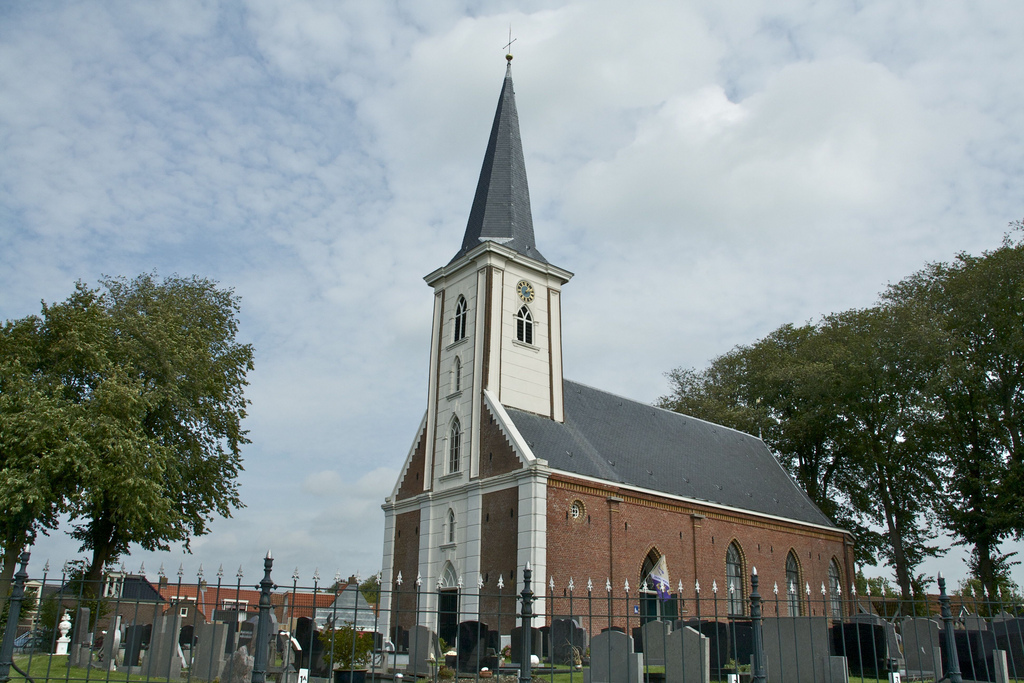
Britsum Johanneskerk
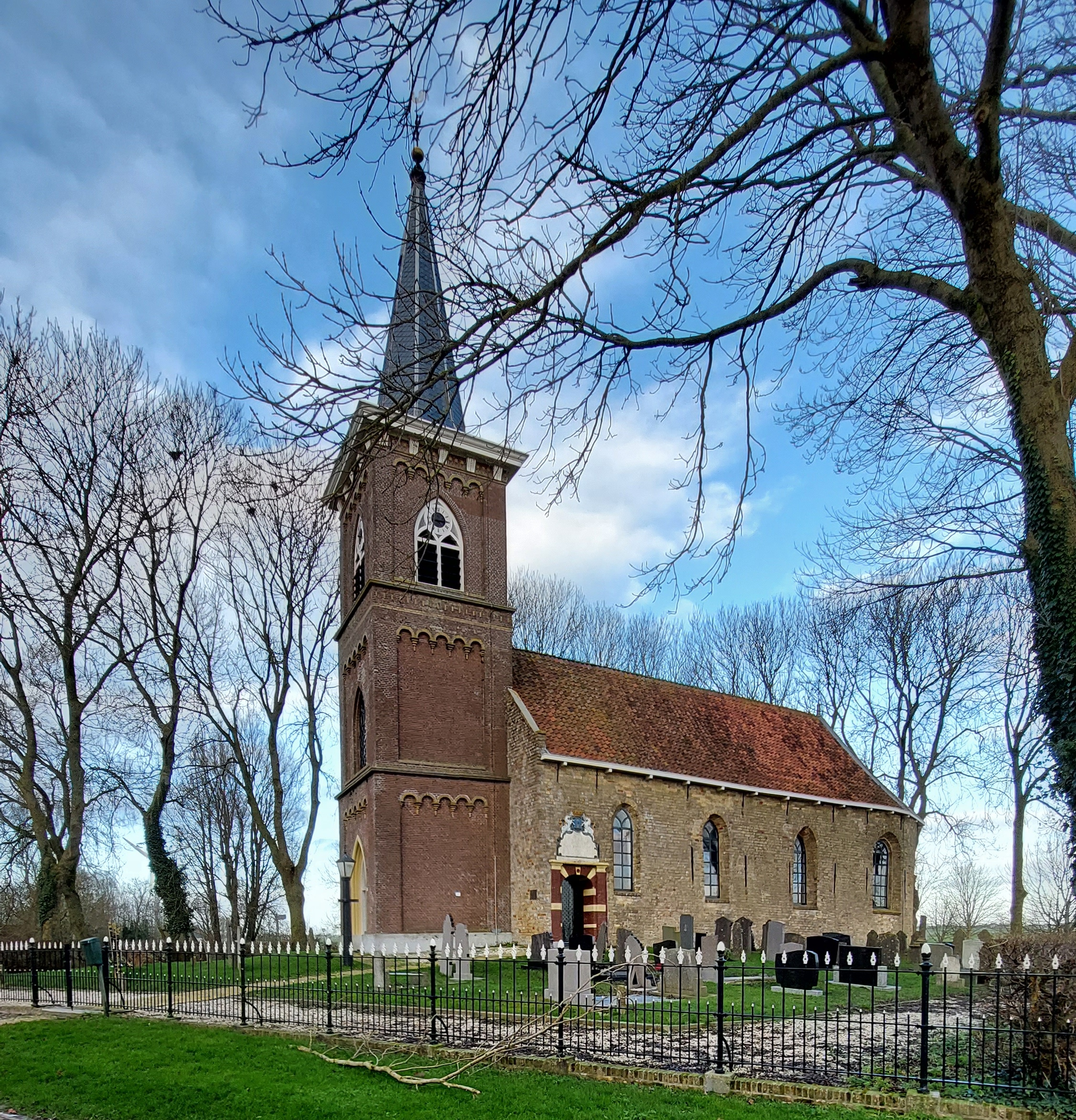
Britswerd Sint-Joriskerk
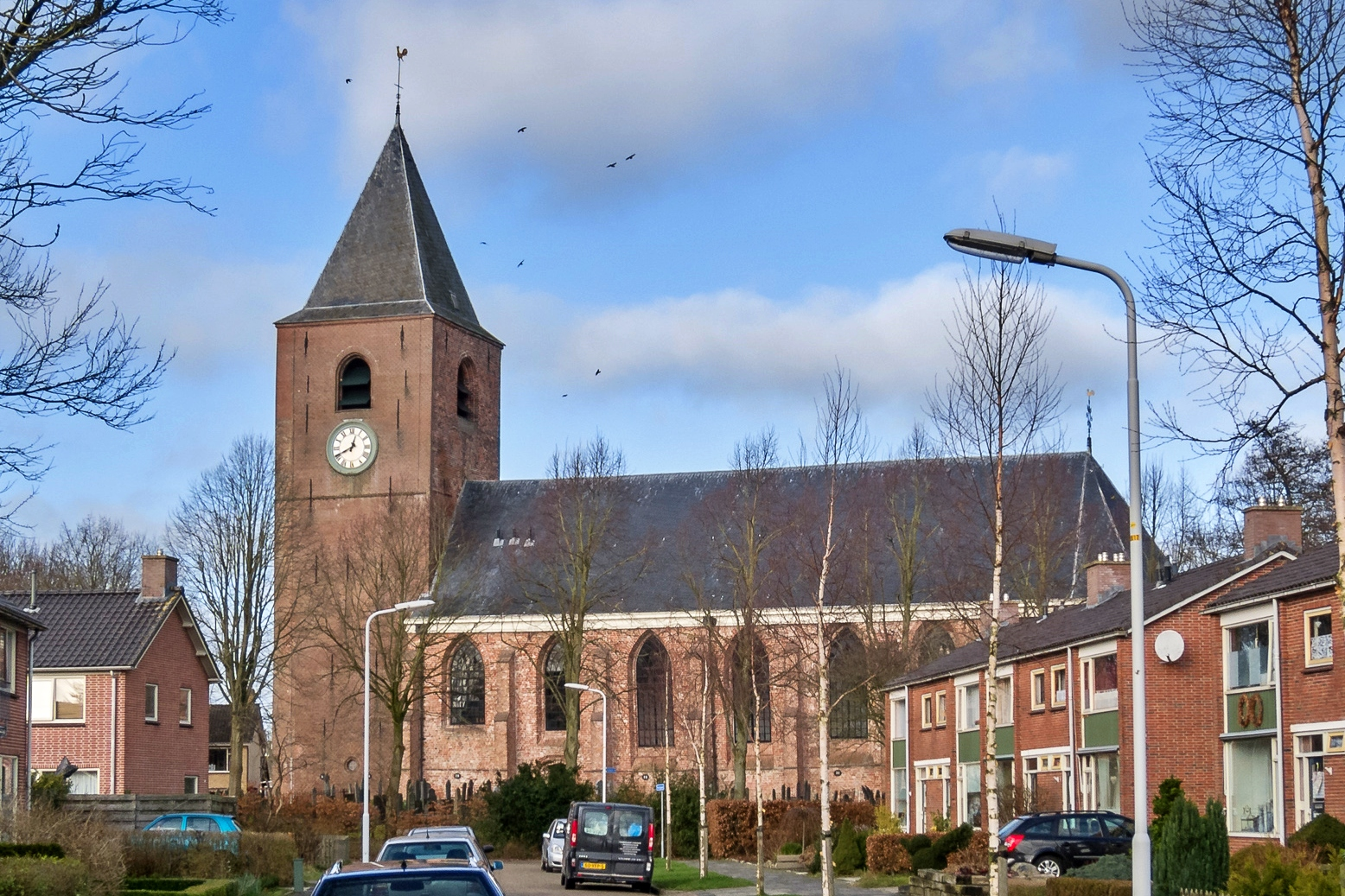
Buitenpost Mariakerk
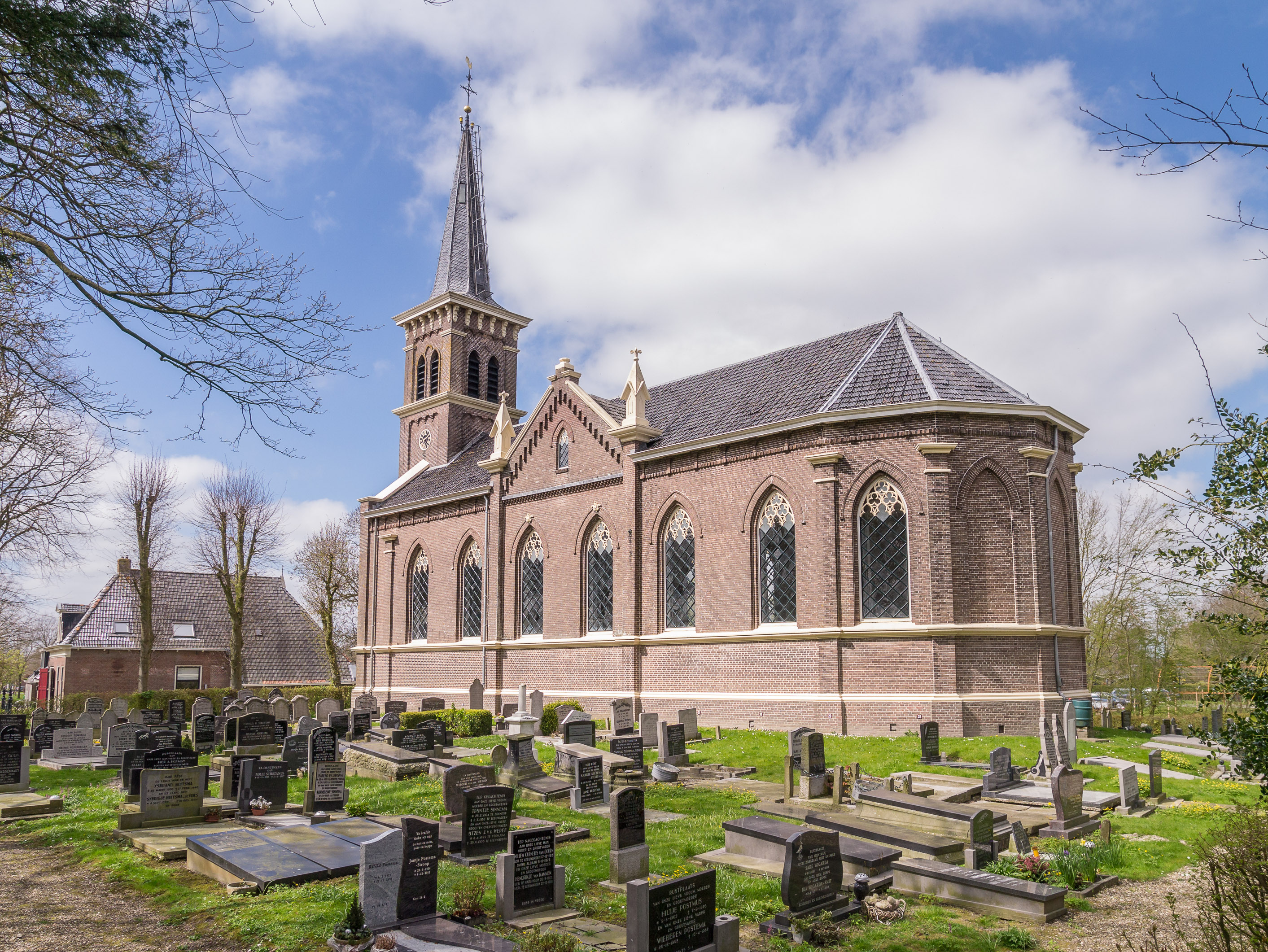
Cornjum Nicolaaskerk
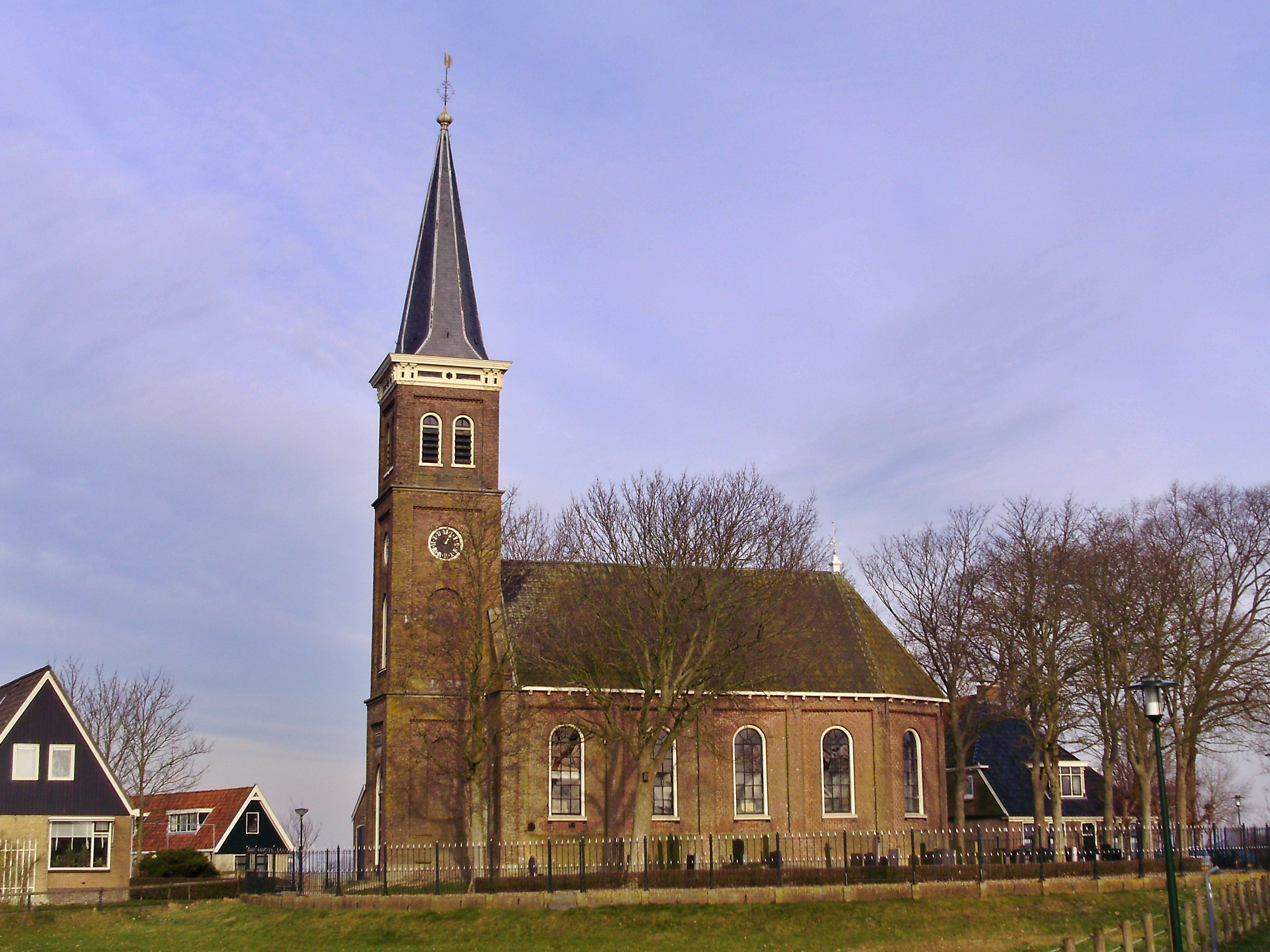
Dedgum Sint Joriskerk
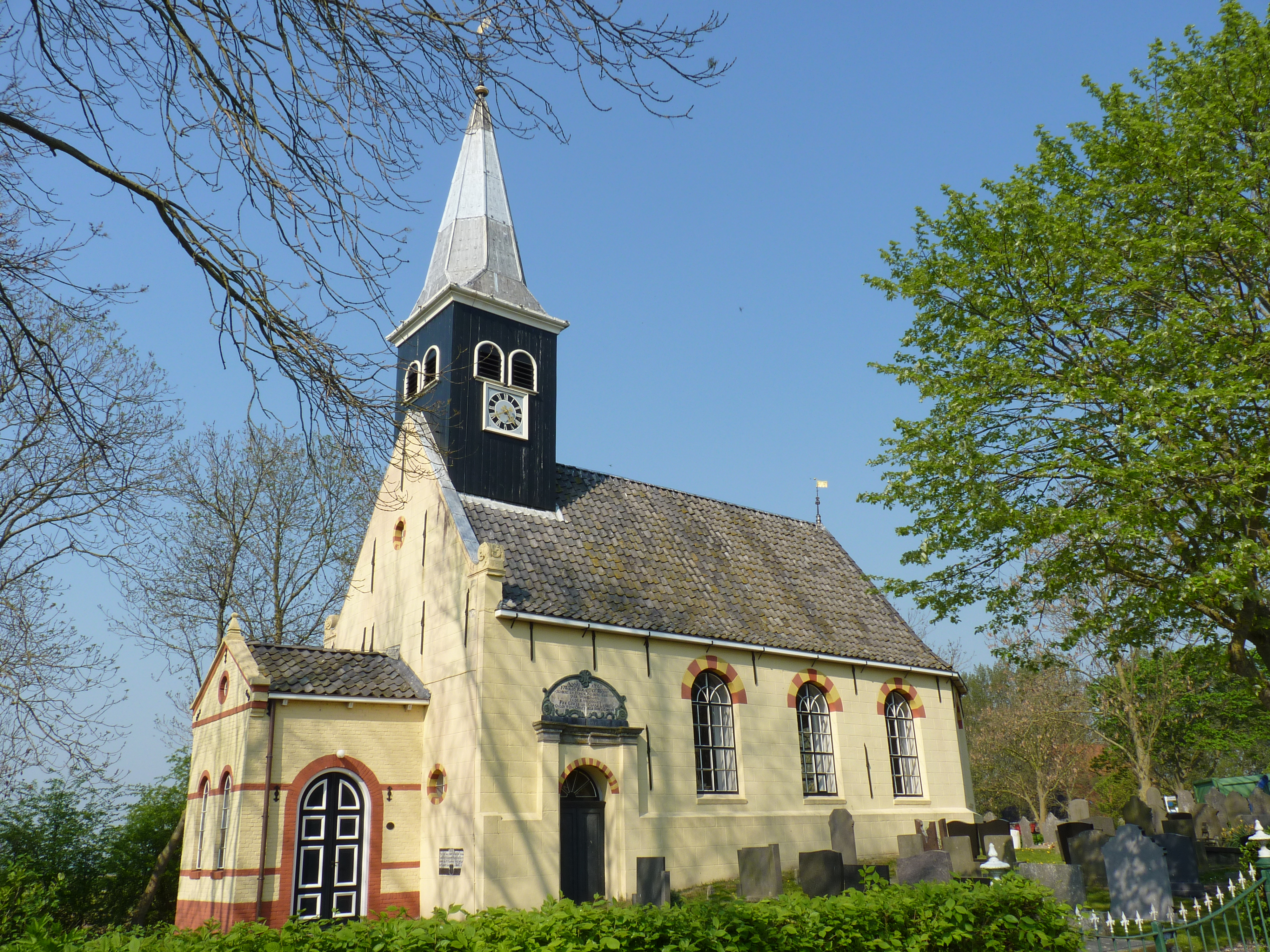
Ferwoude Kerk
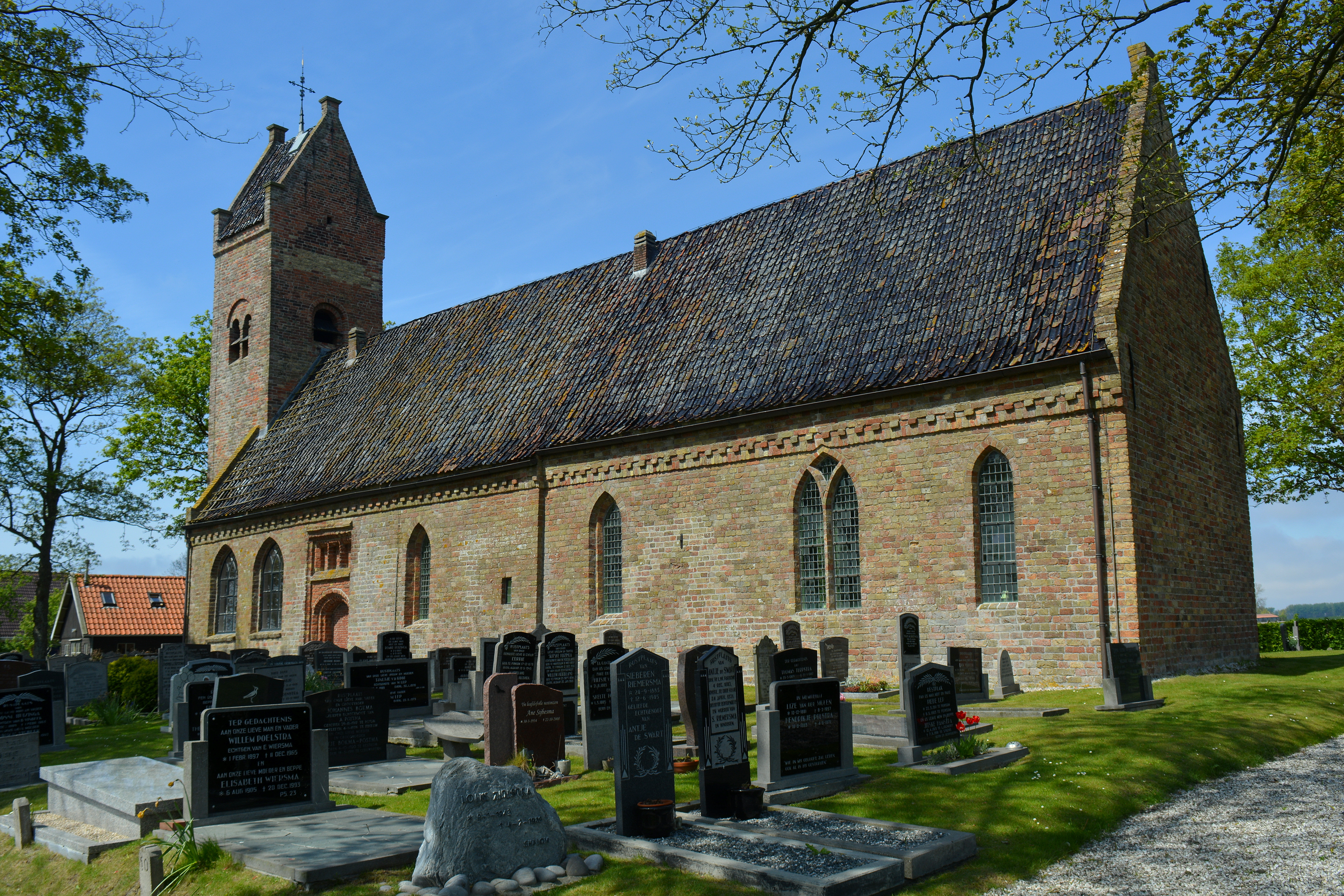
Finkum Sint-Vituskerk
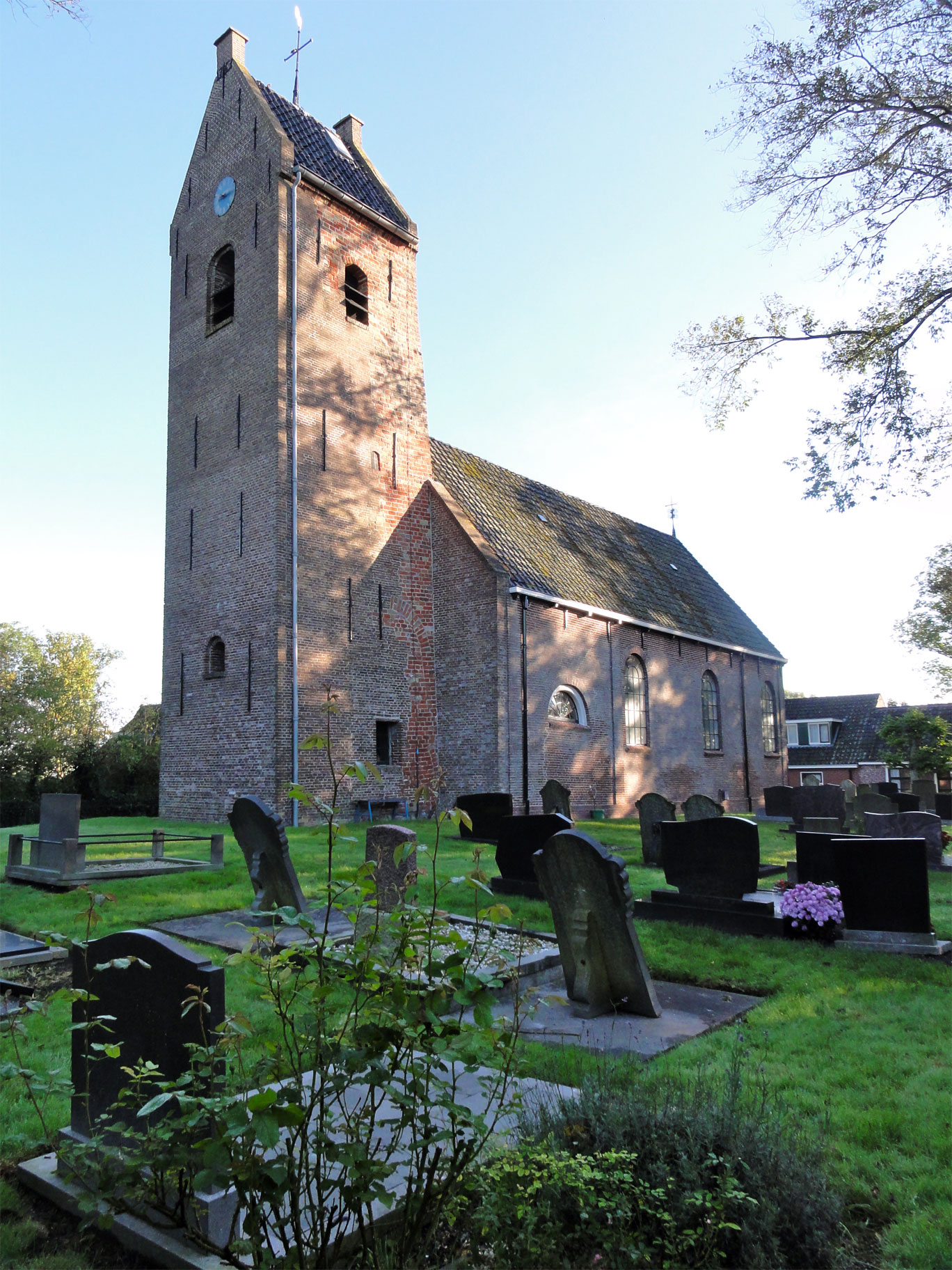
Foudgum Mariakerk
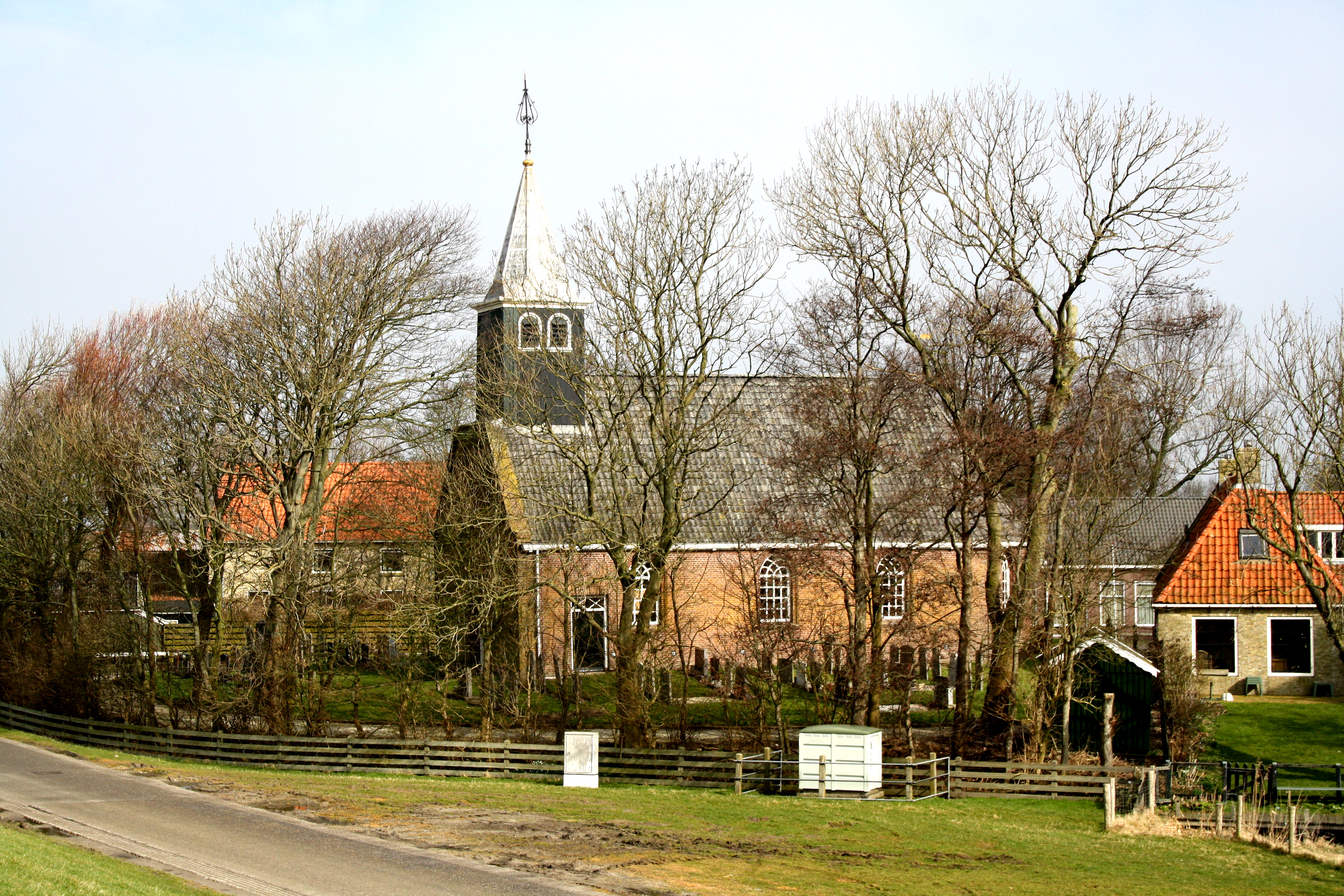
Gaast Hervormde Kerk
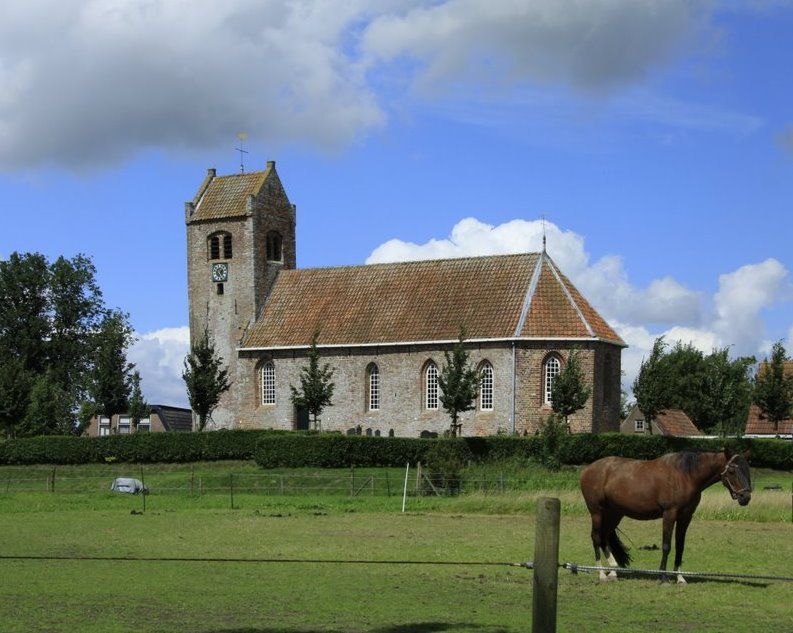
Genum Kerk
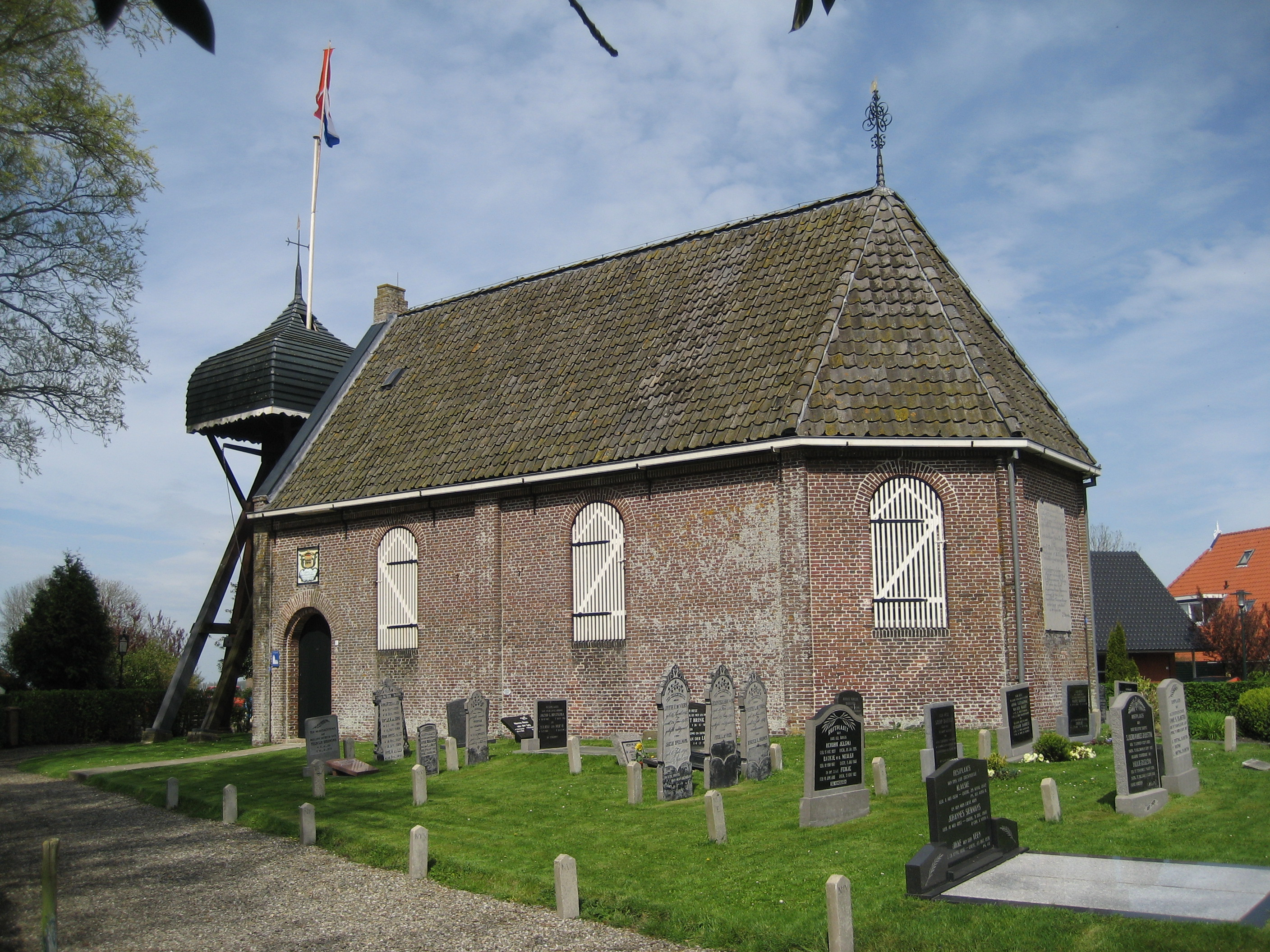
Goingarijp Kerk
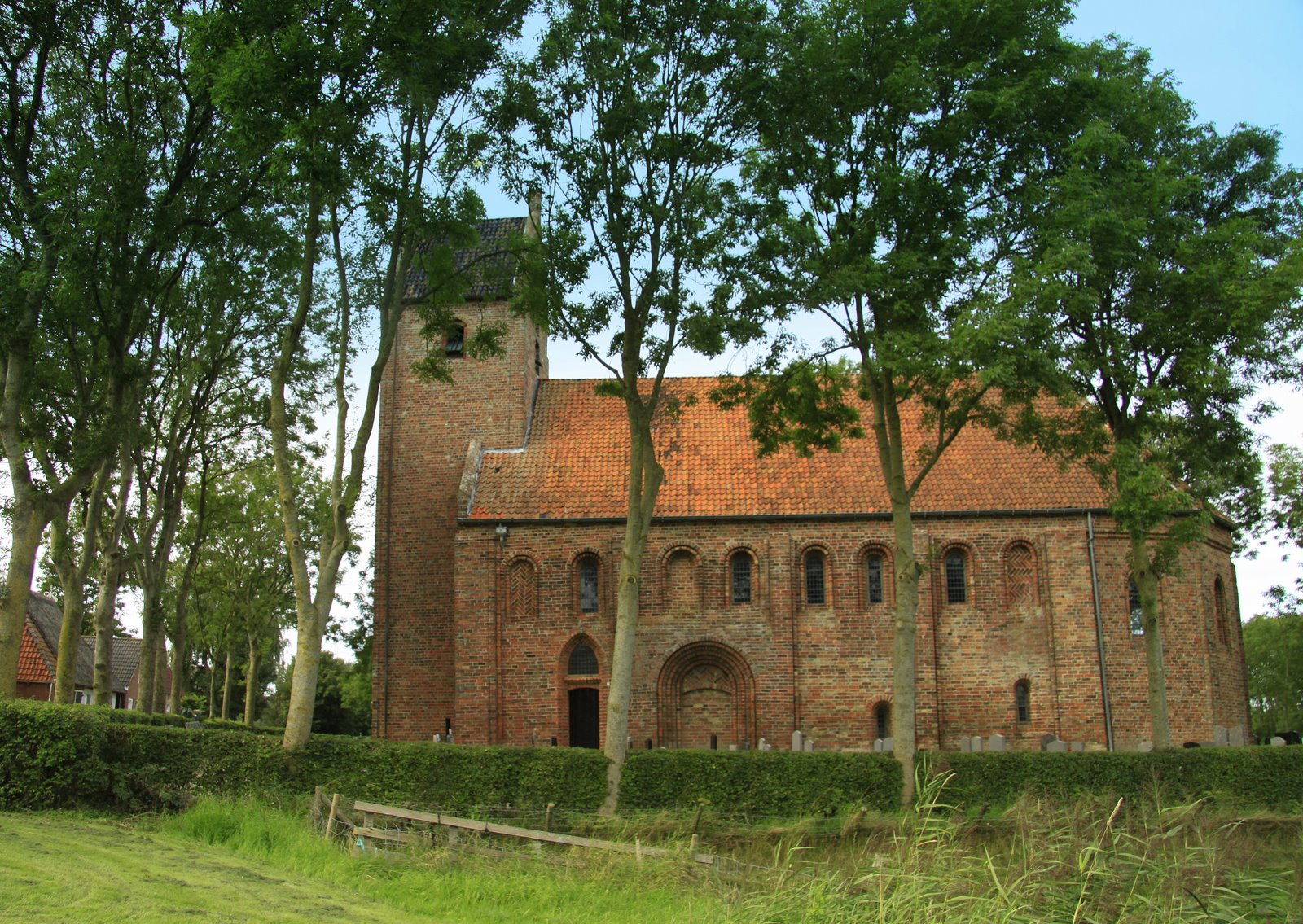
Hantumhuizen Sint-Annakerk
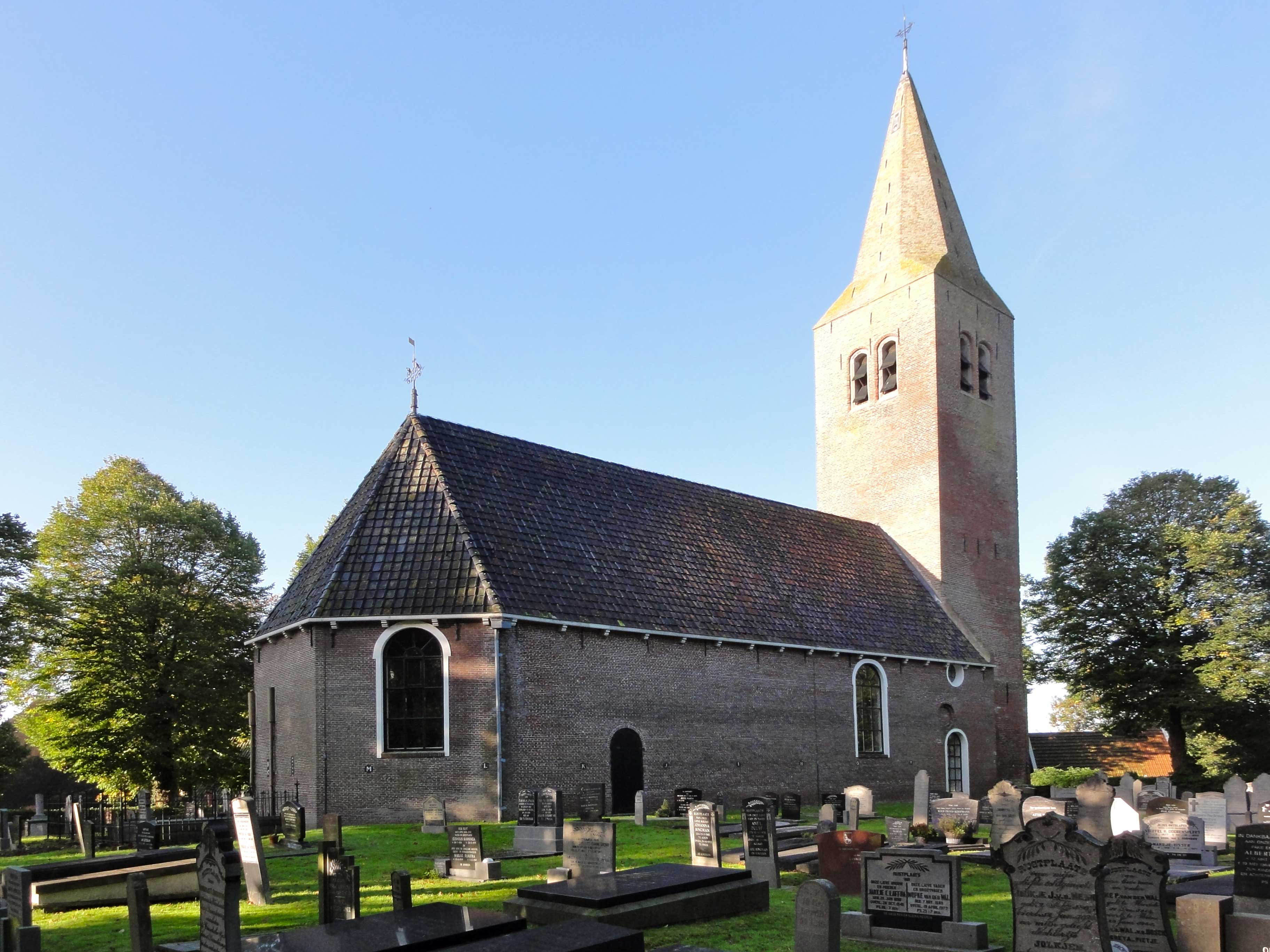
Harich Kerk
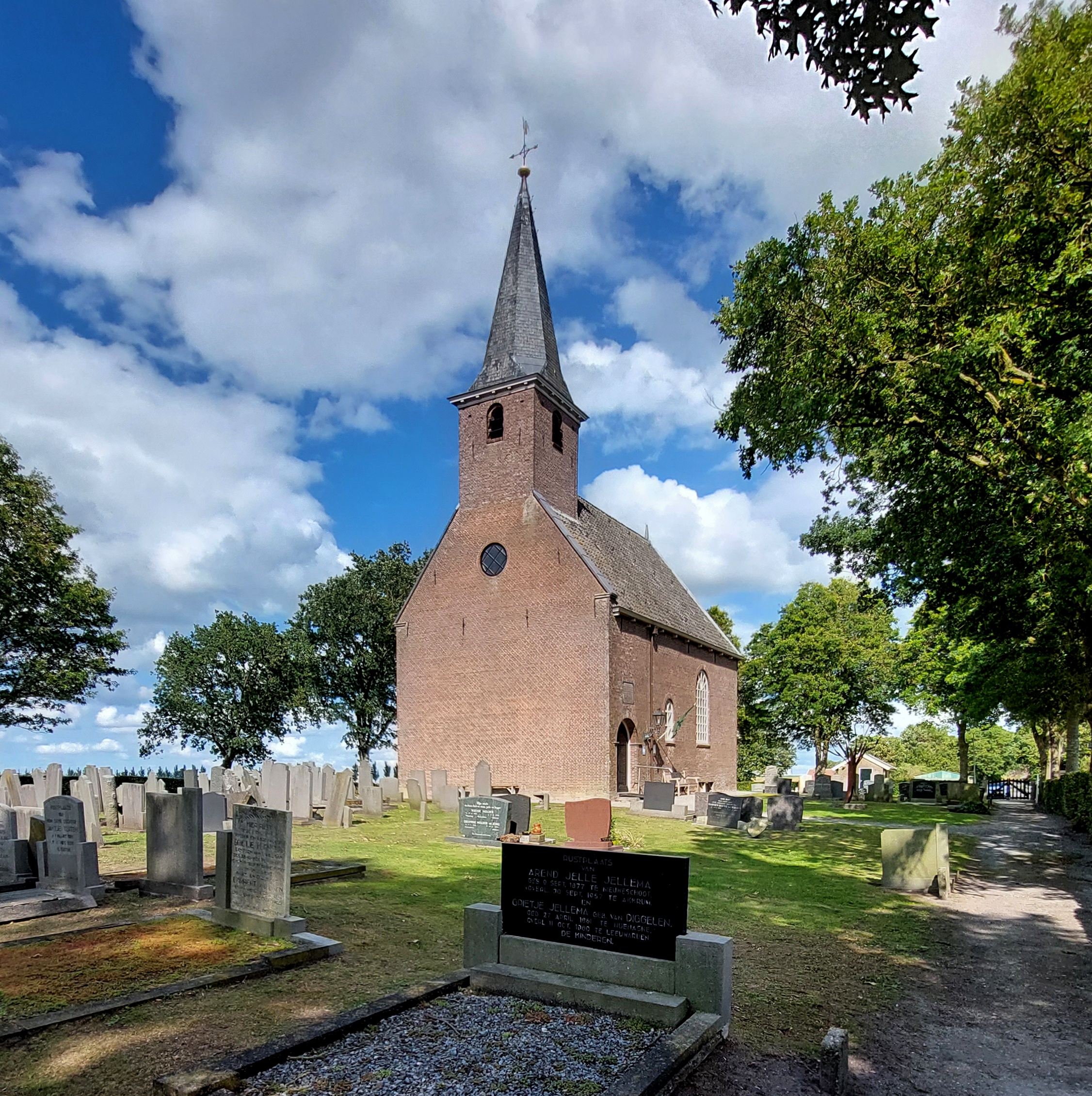
Haskerdijken De Kapelle
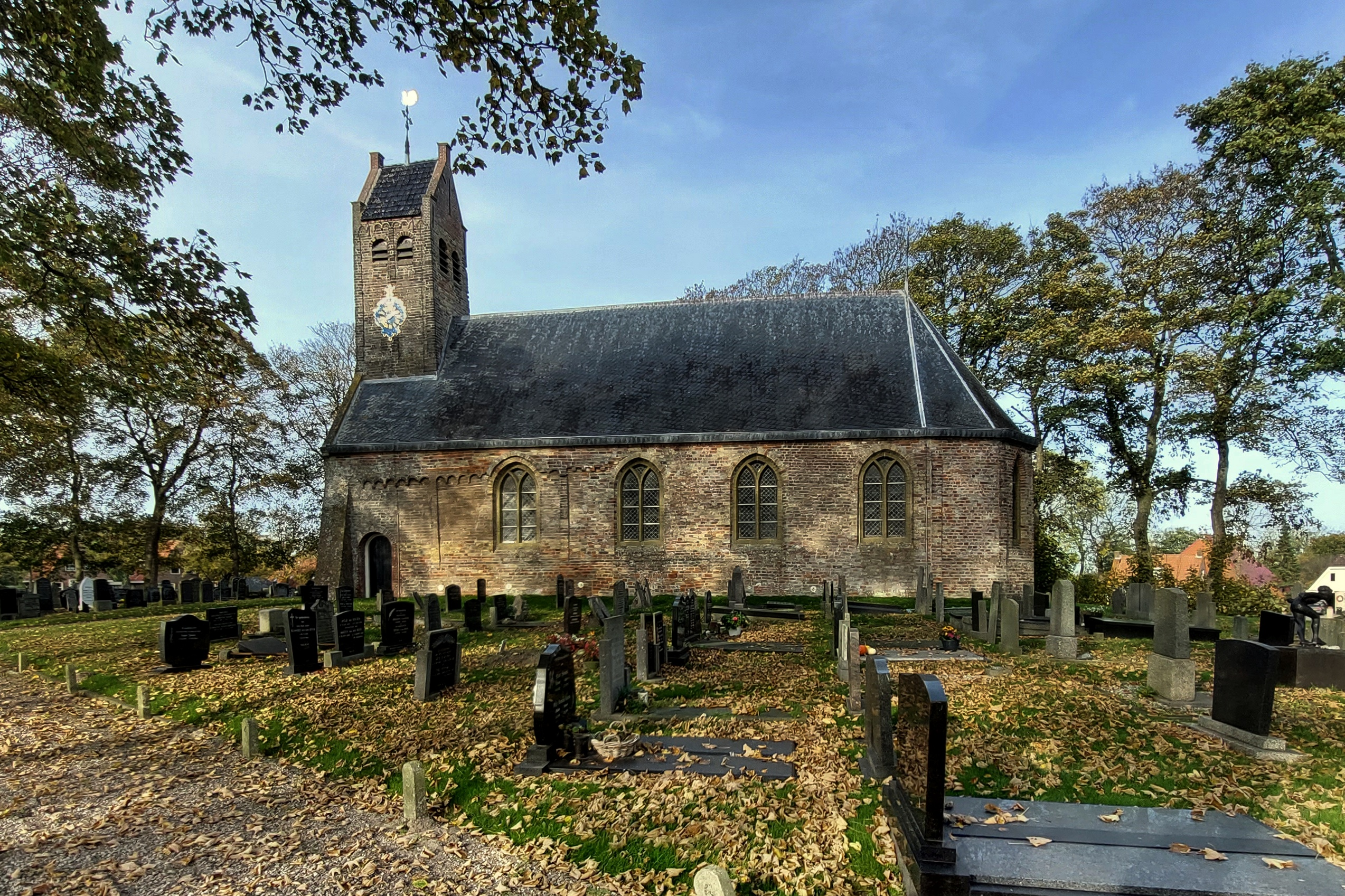
Hijum Nicolaaskerk
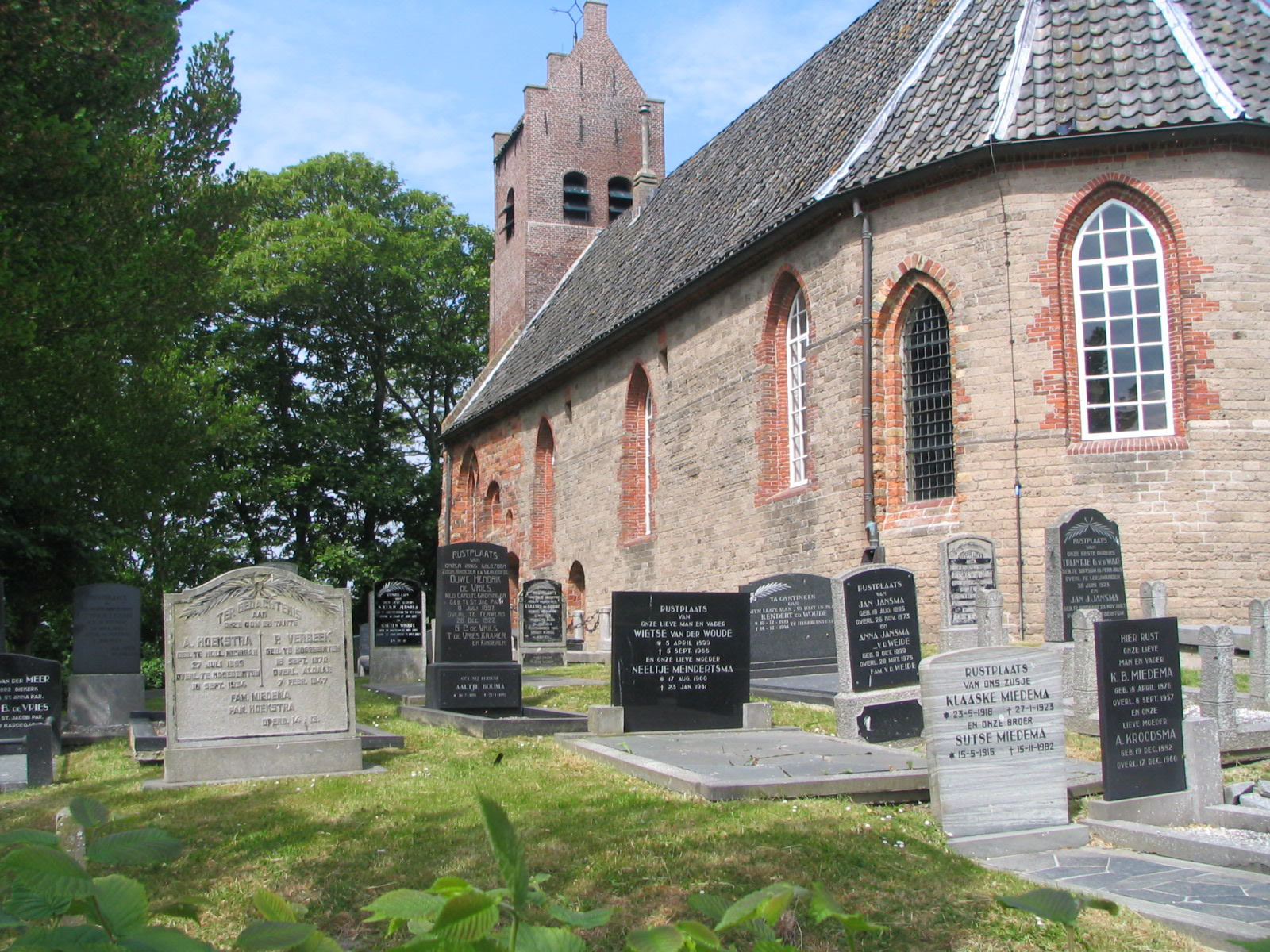
Hogebeintum Kerk
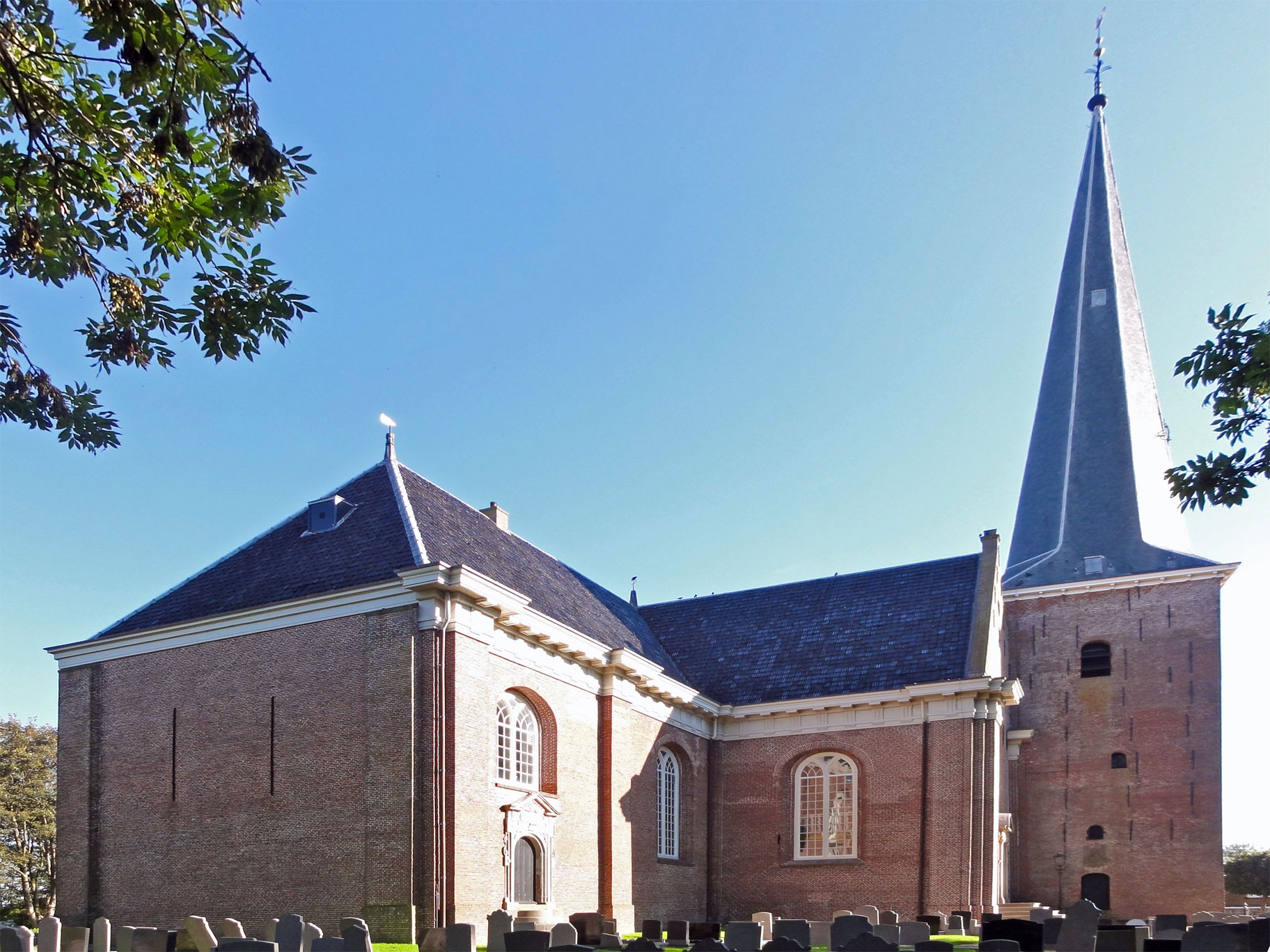
Holwerd Willibrorduskerk
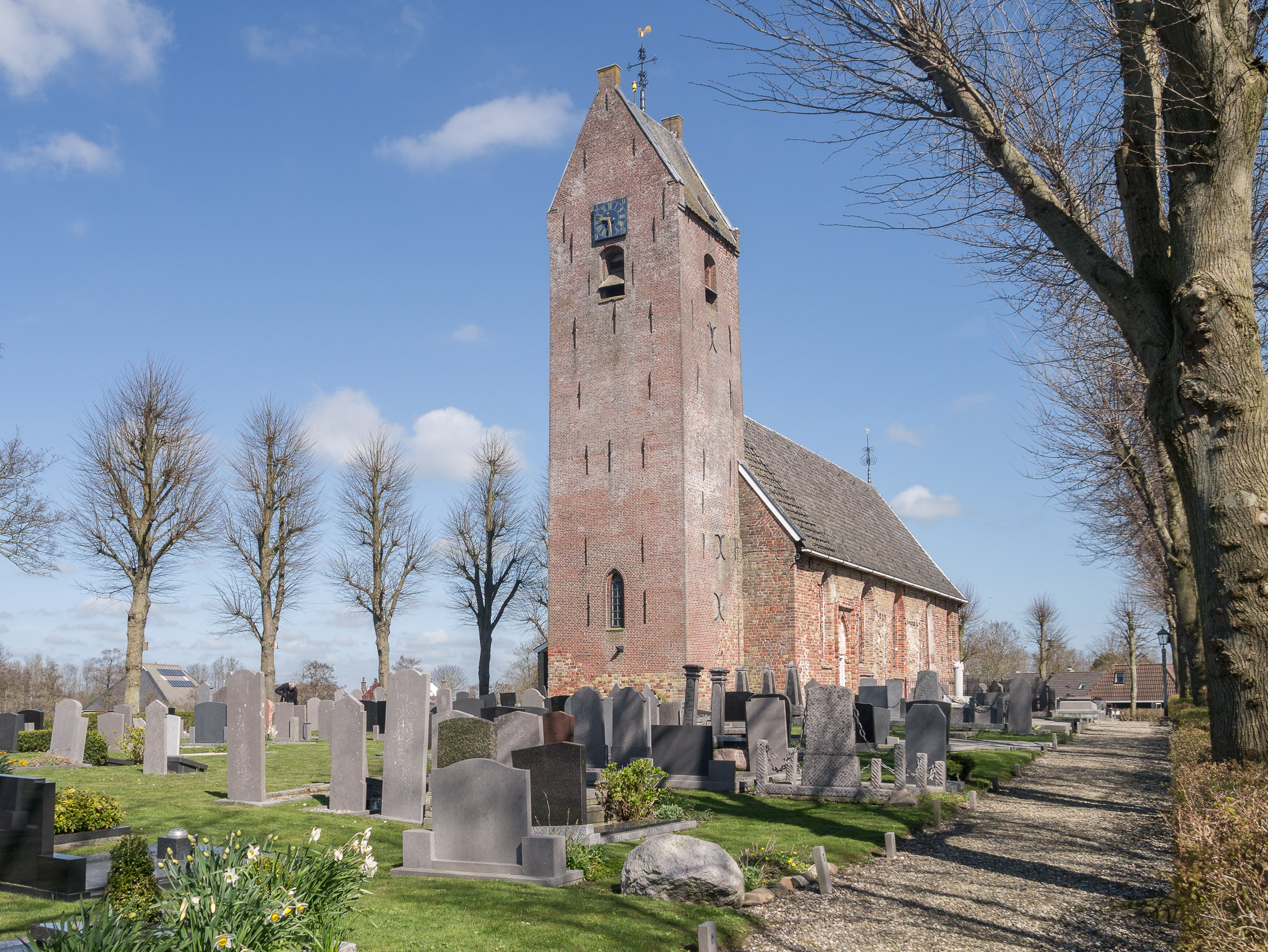
Jelsum Sint Genovevakerk
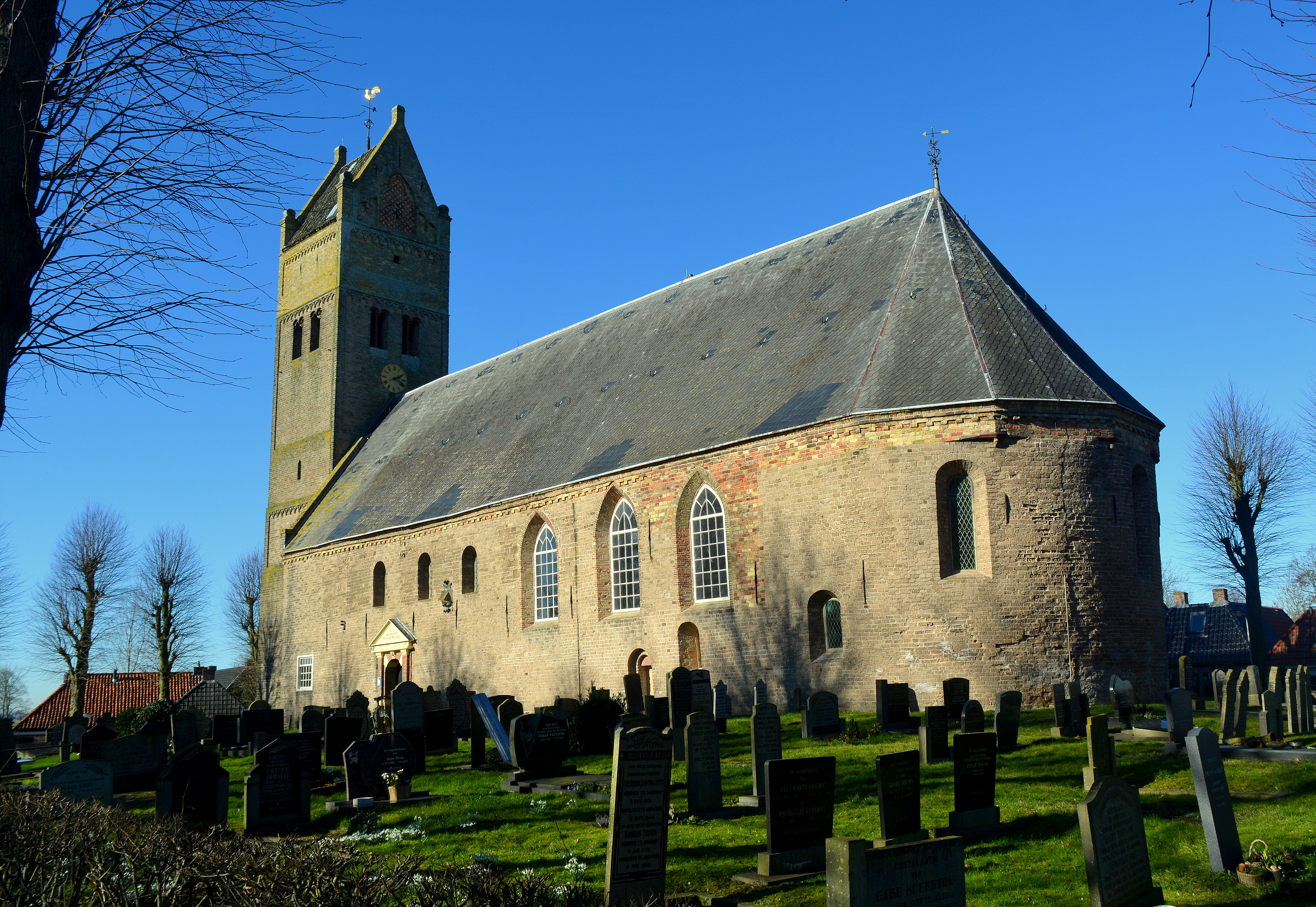
Jorwerd Sint-Radboudkerk
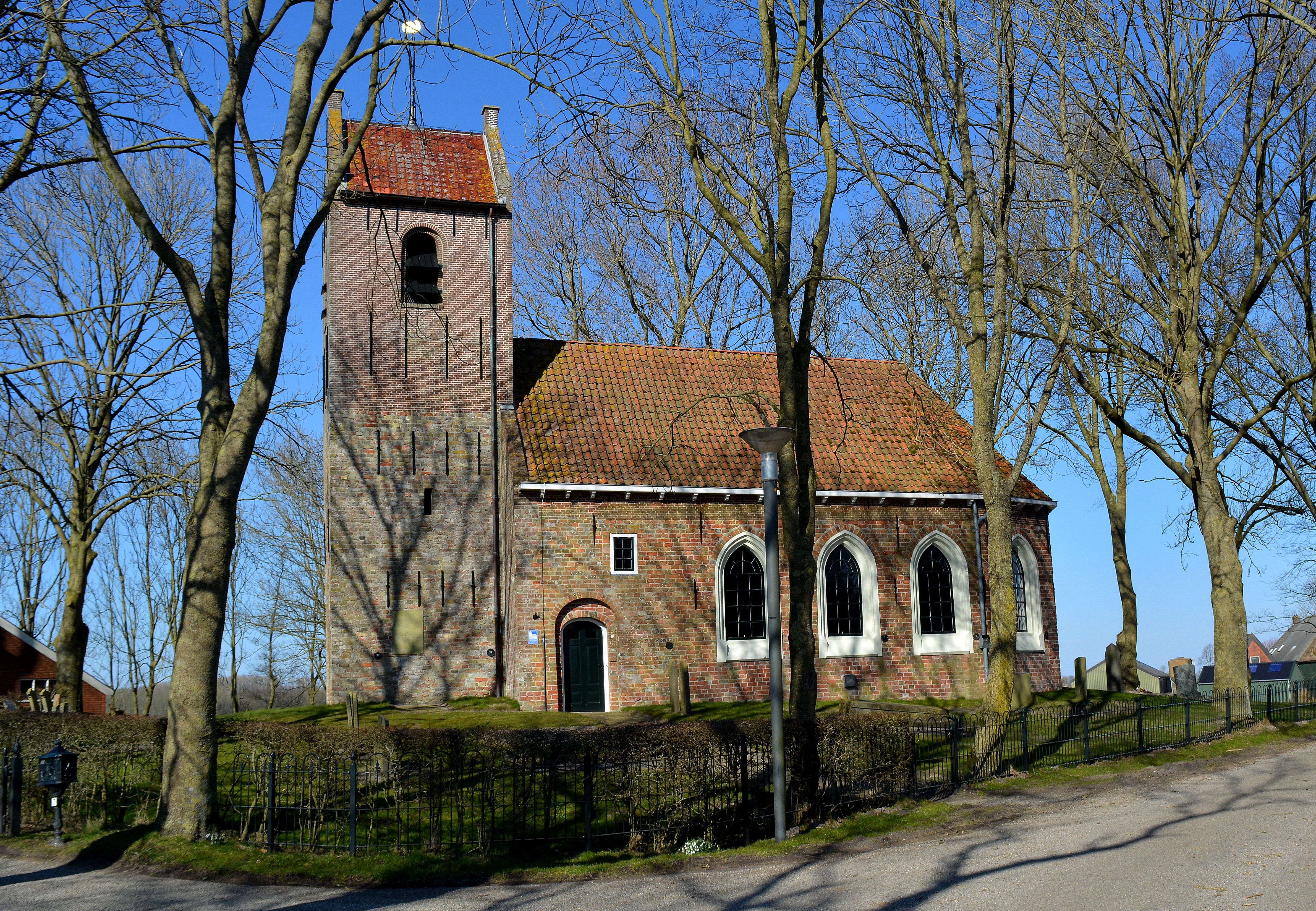
Jouswier Petruskerk
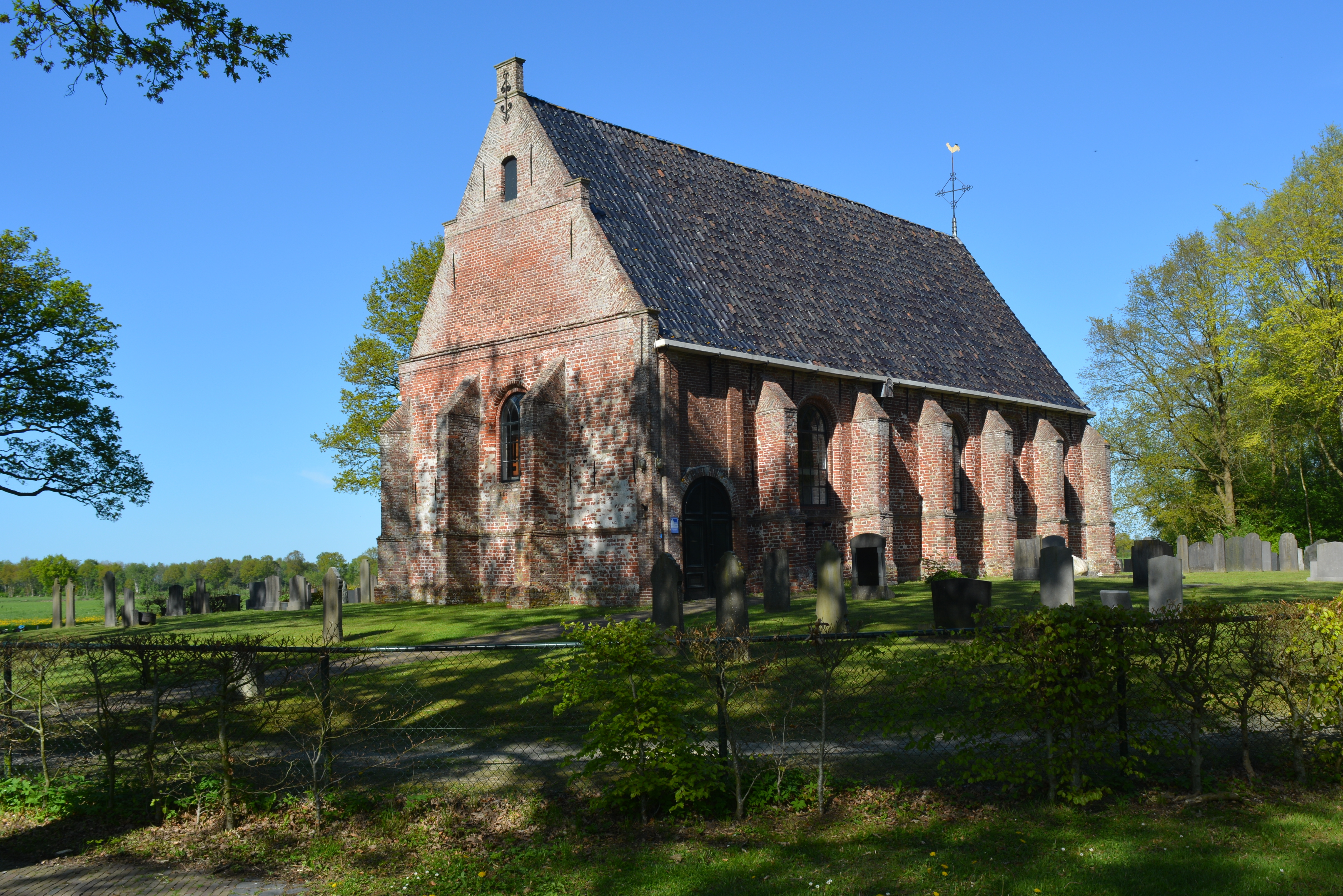
Katlijk Thomaskerk
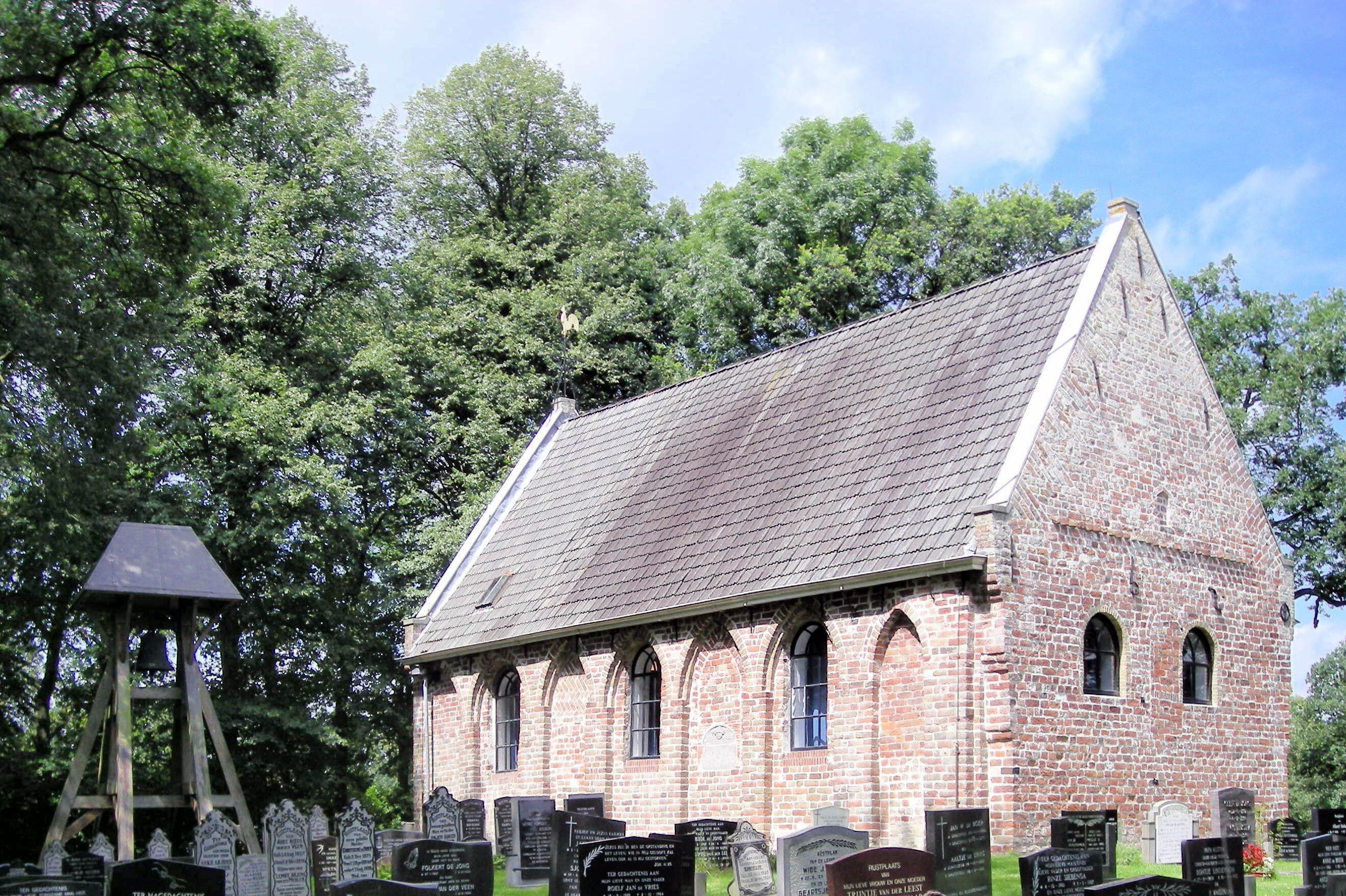
Kortehemmen Kerk
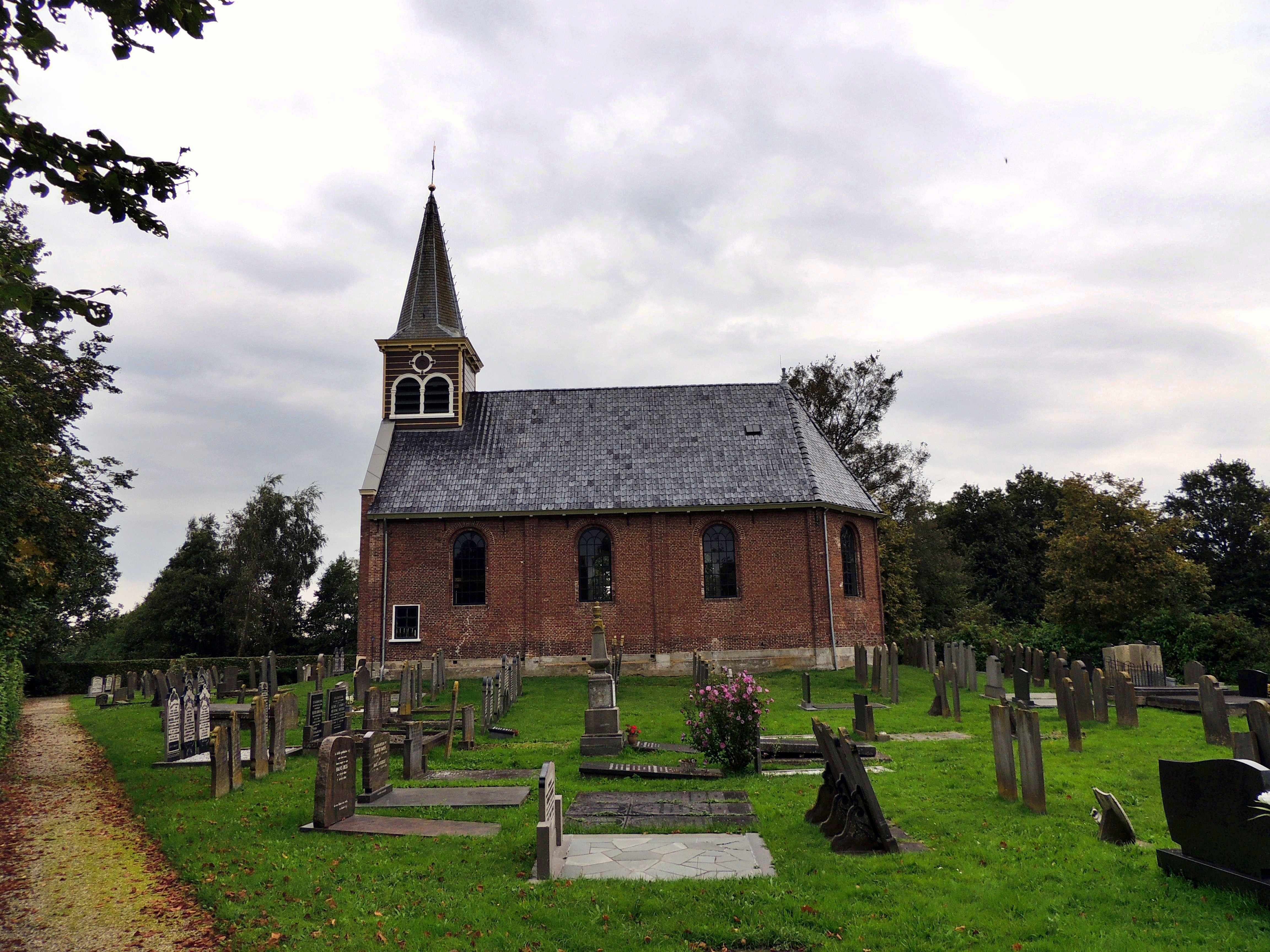
Kortezwaag Kerk
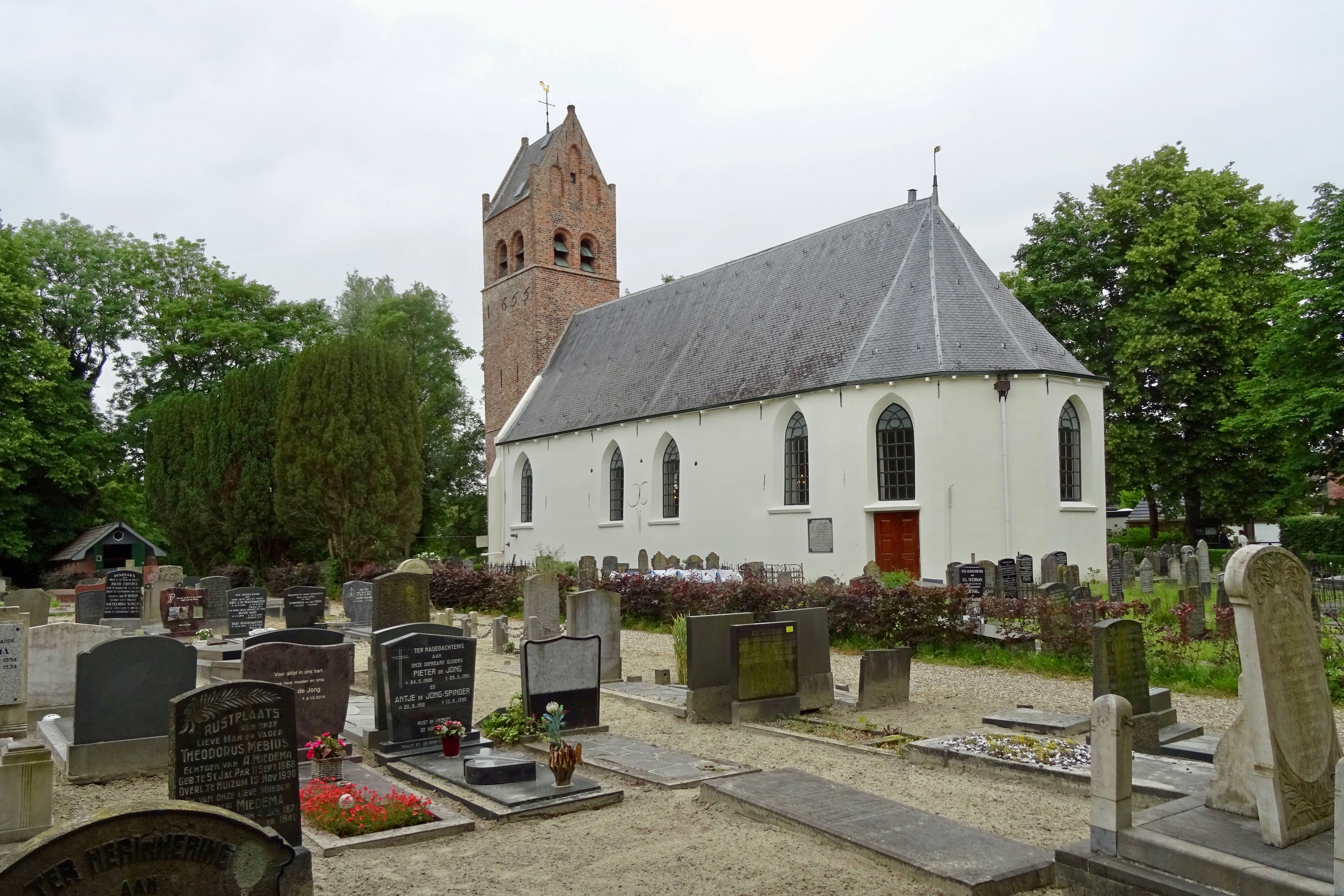
Leeuwarden-Huizum Dorpskerk
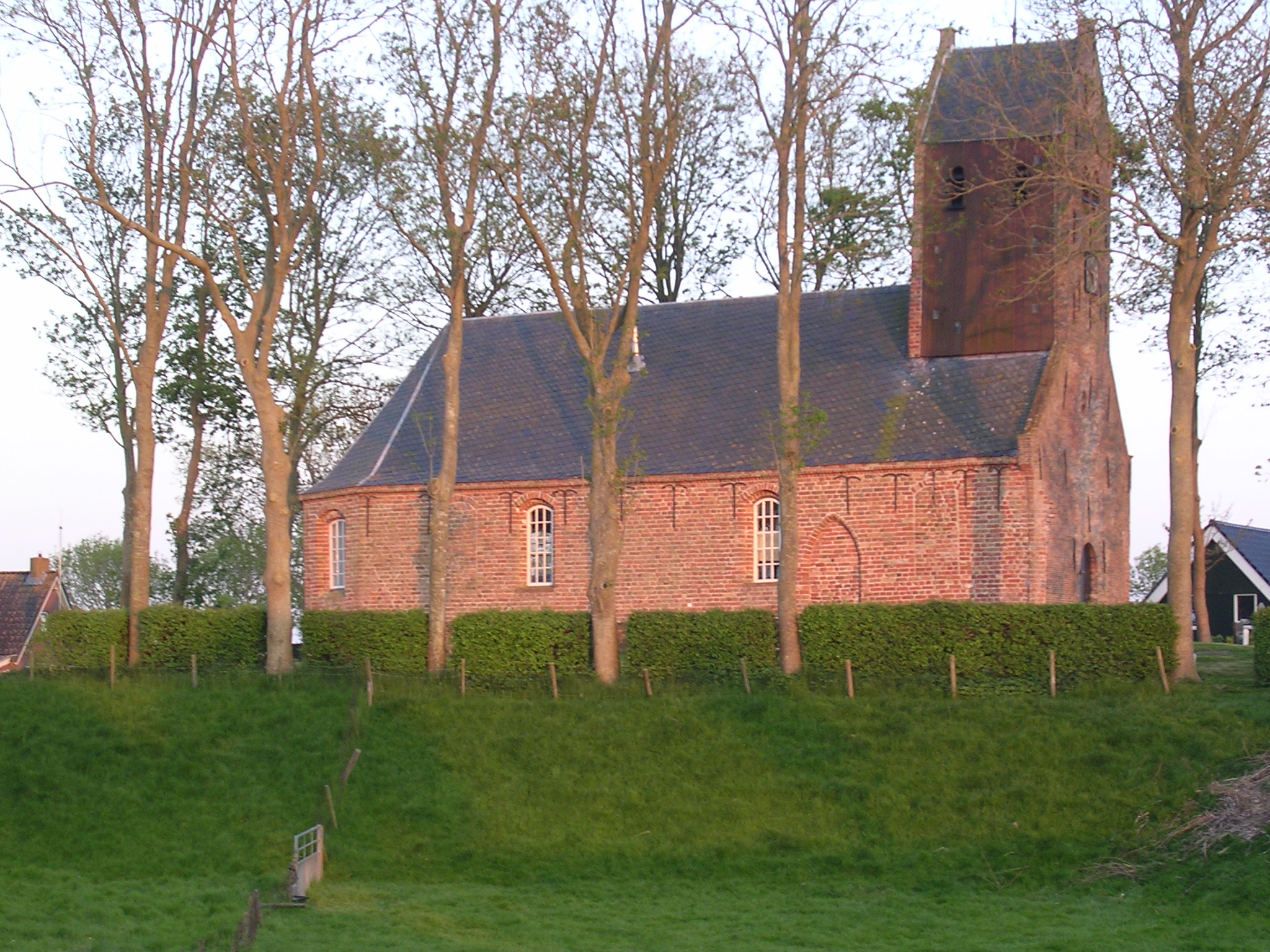
Lichtaard Petruskerk
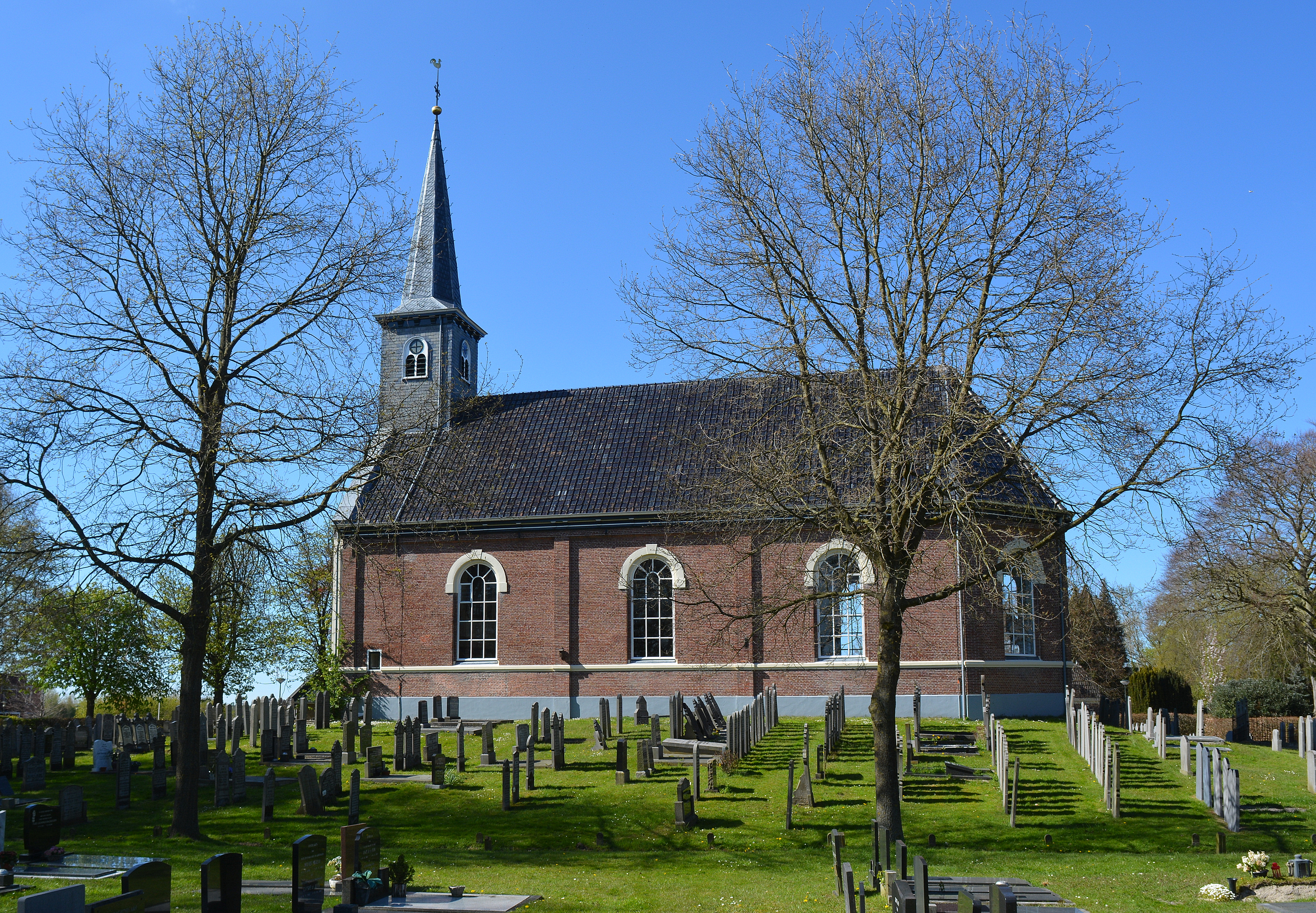
Lippenhuizen Piterkerk
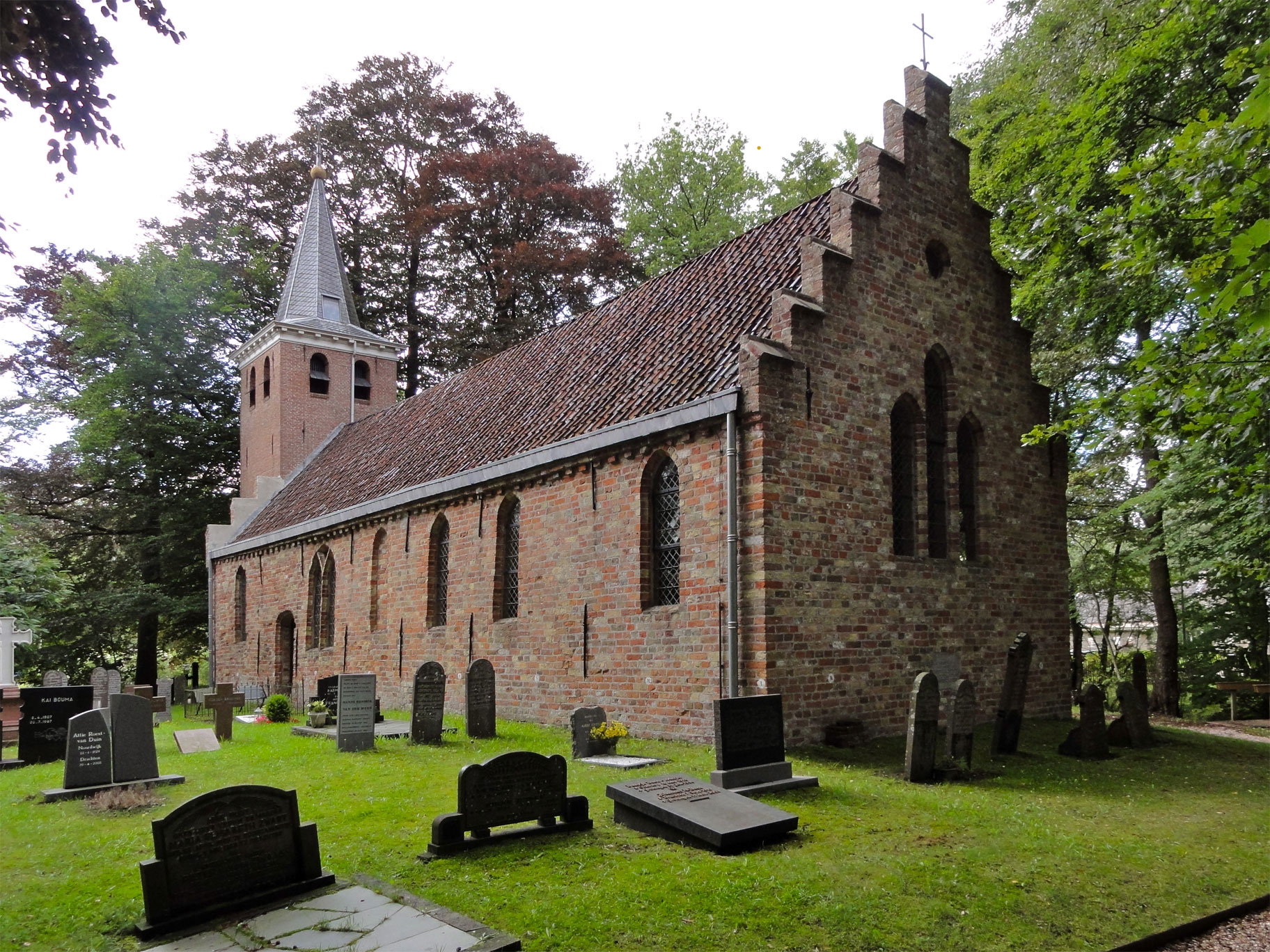
Olterterp Sint-Hippolytuskerk
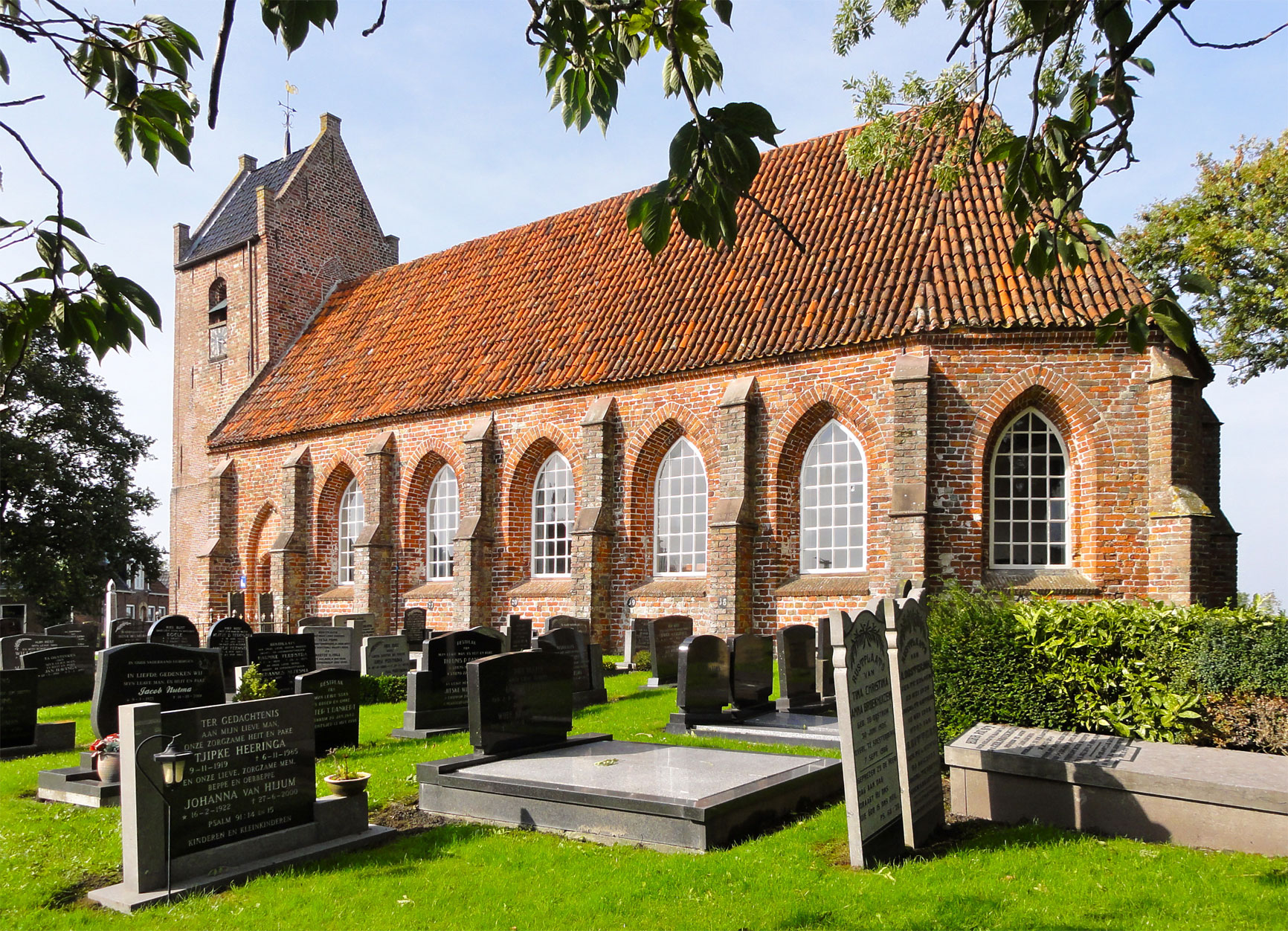
Oostrum Sint-Nicolaaskerk
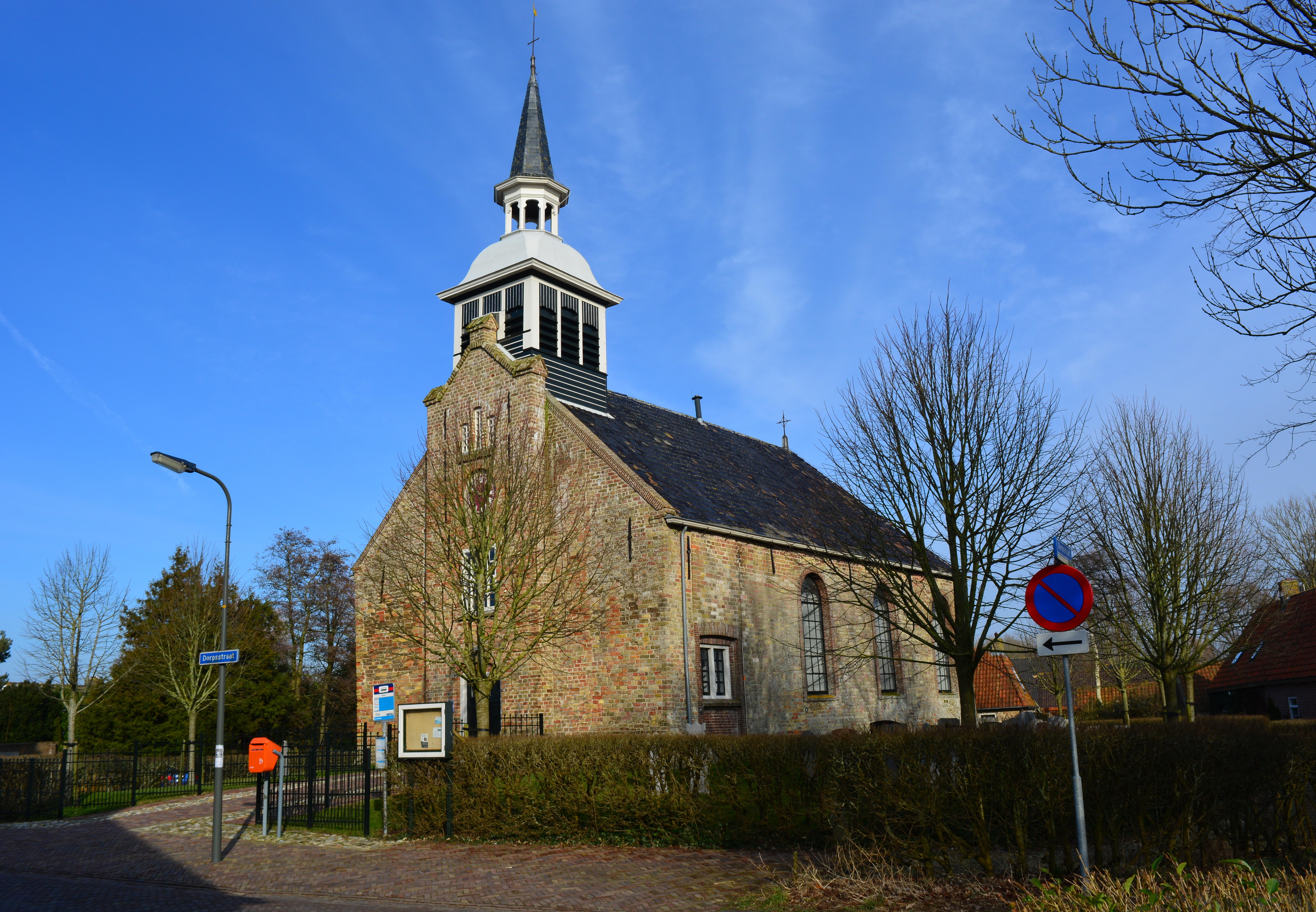
Peins Sint-Gertrudiskerk
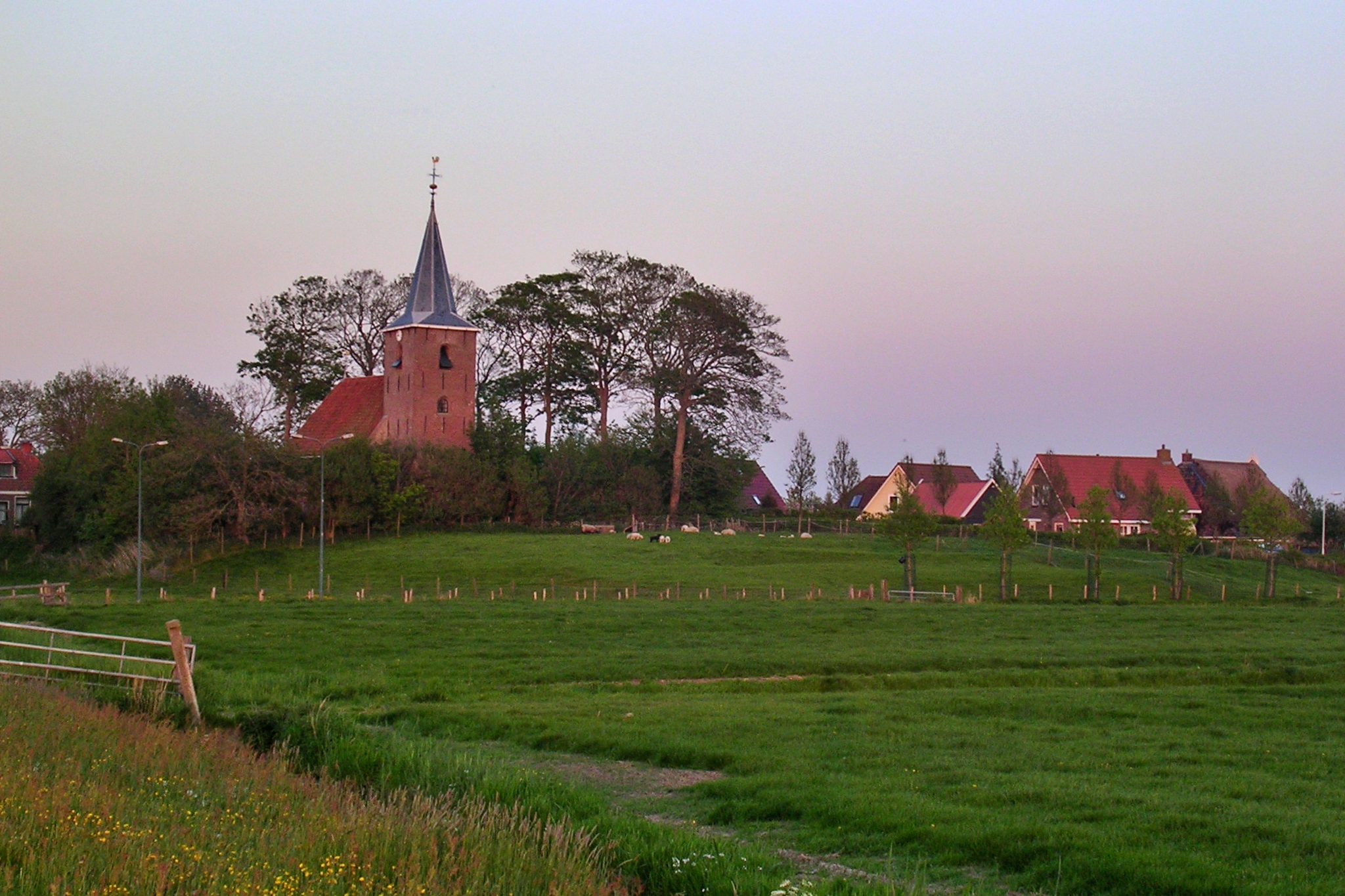
Raard Johannes de Doperkerk
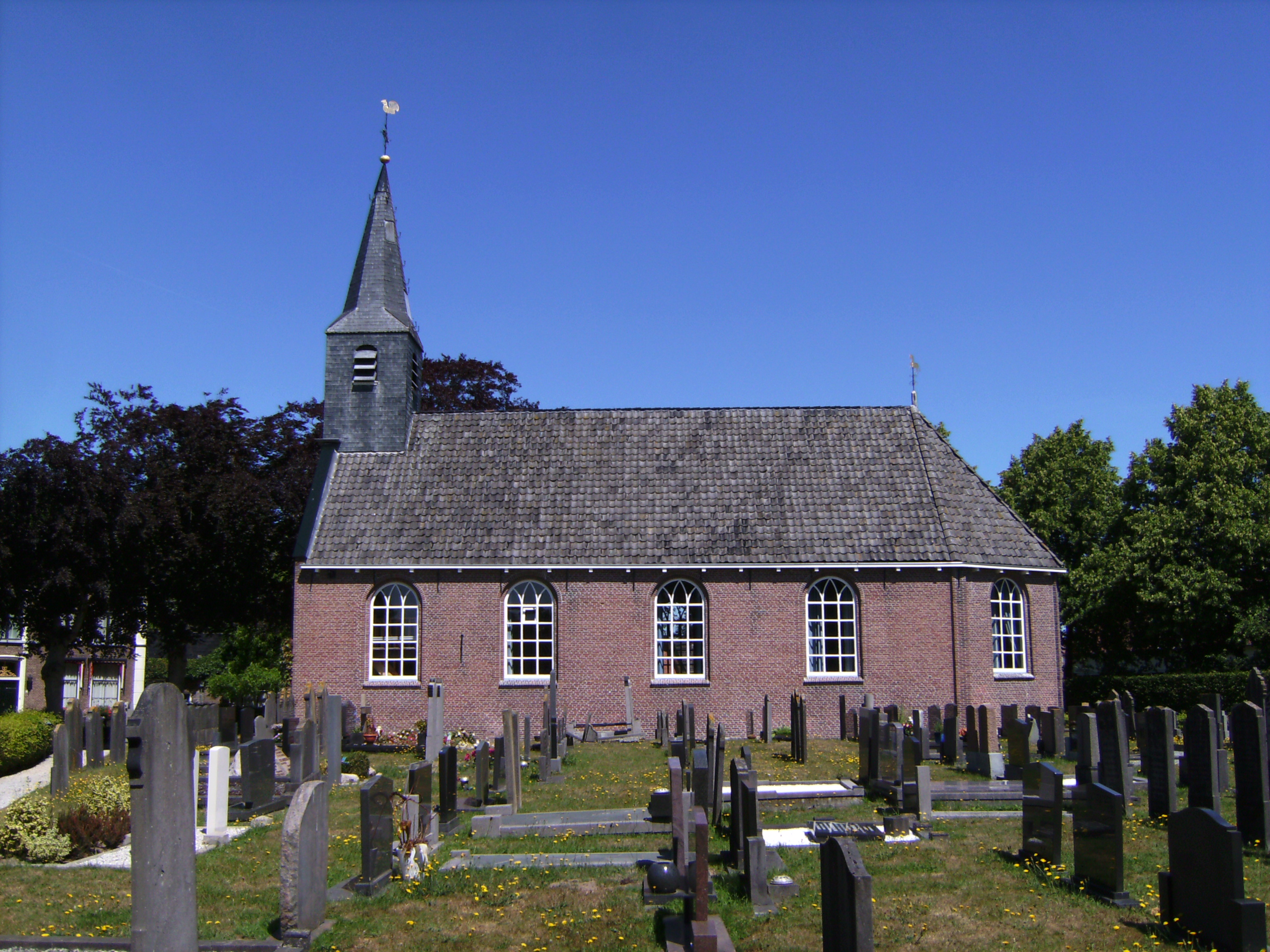
Rottevalle Hervormde Kerk
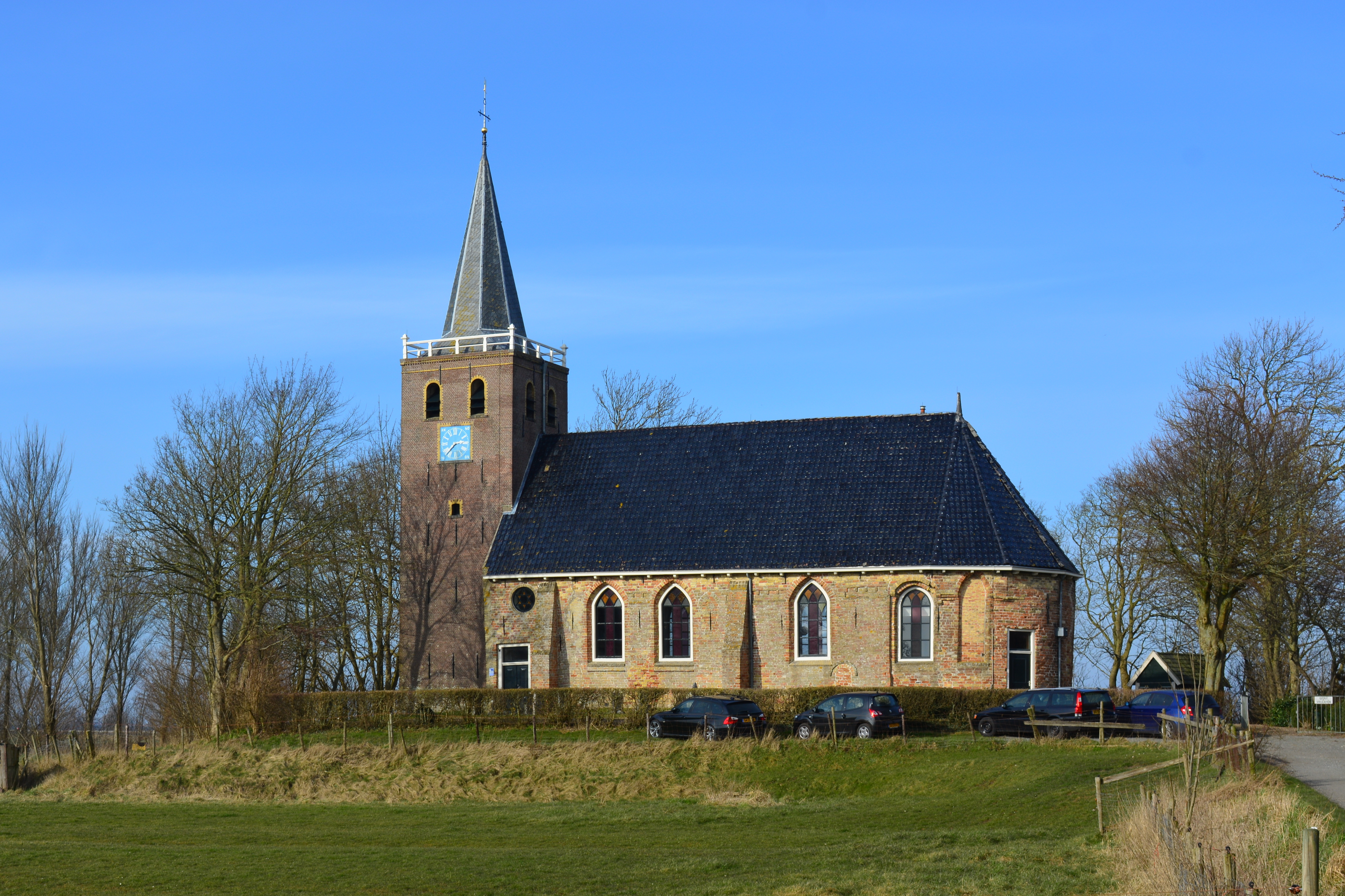
Schalsum Nicolaaskerk
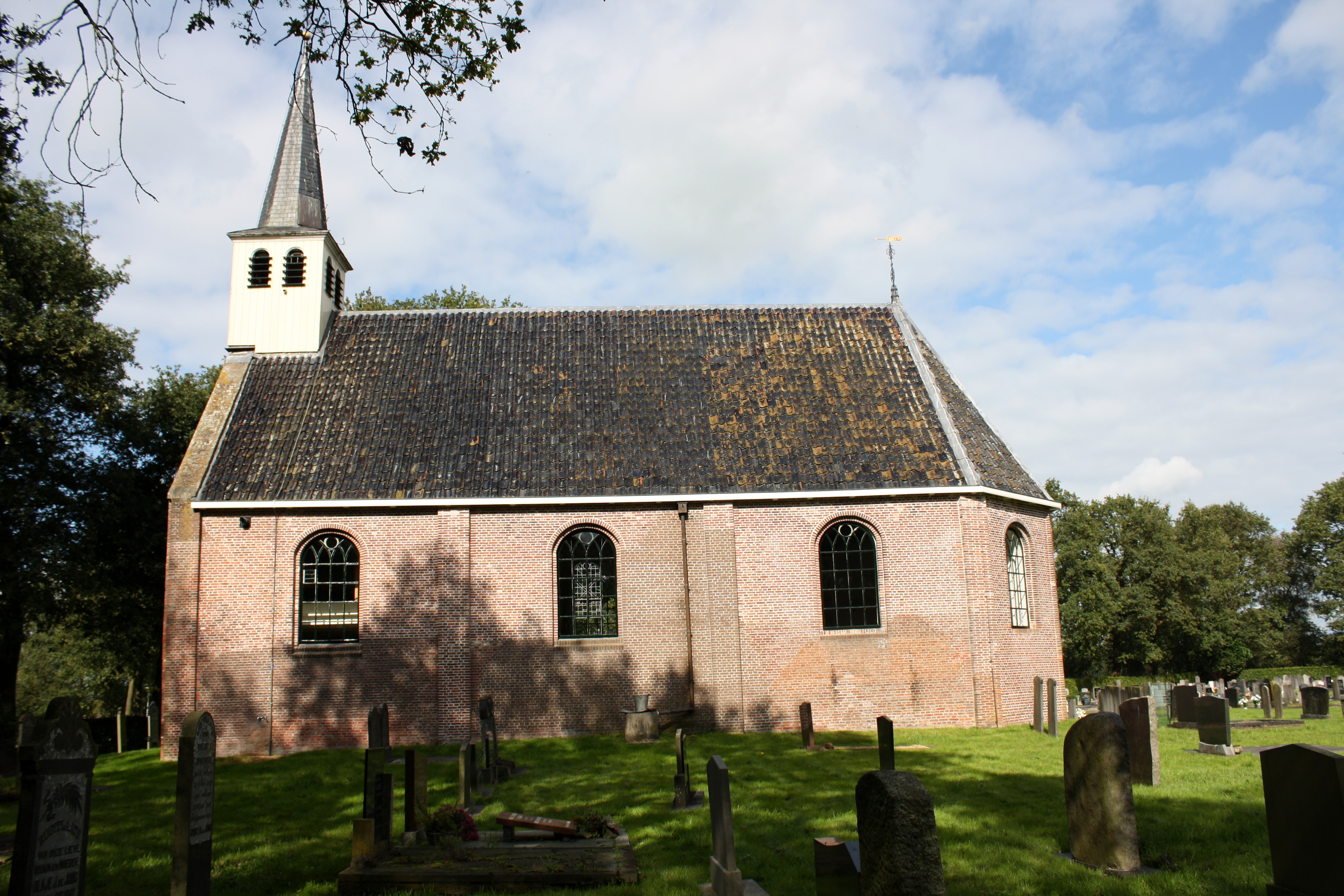
Schurega Kerk
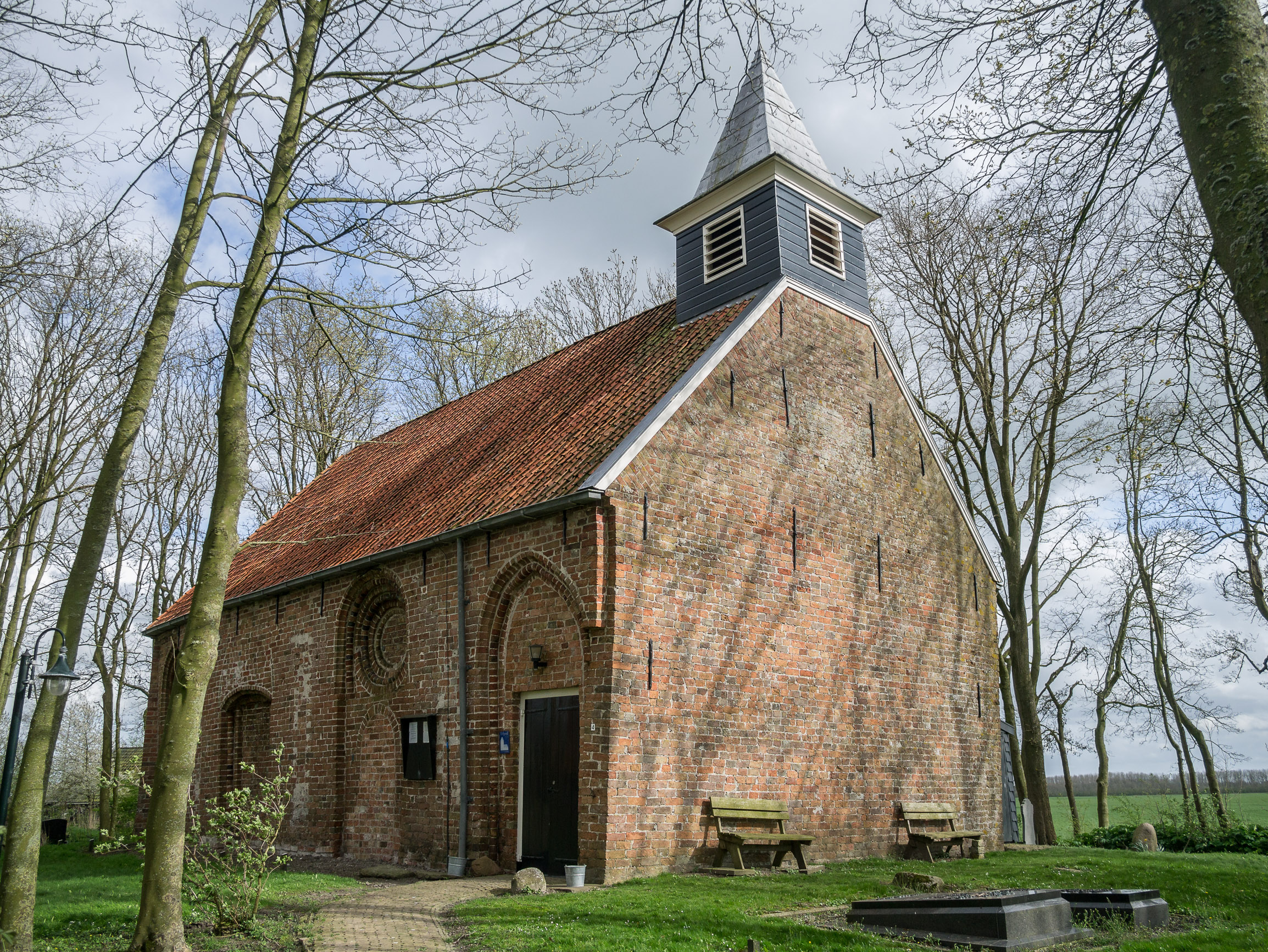
Sijbrandahuis Kloosterkapel
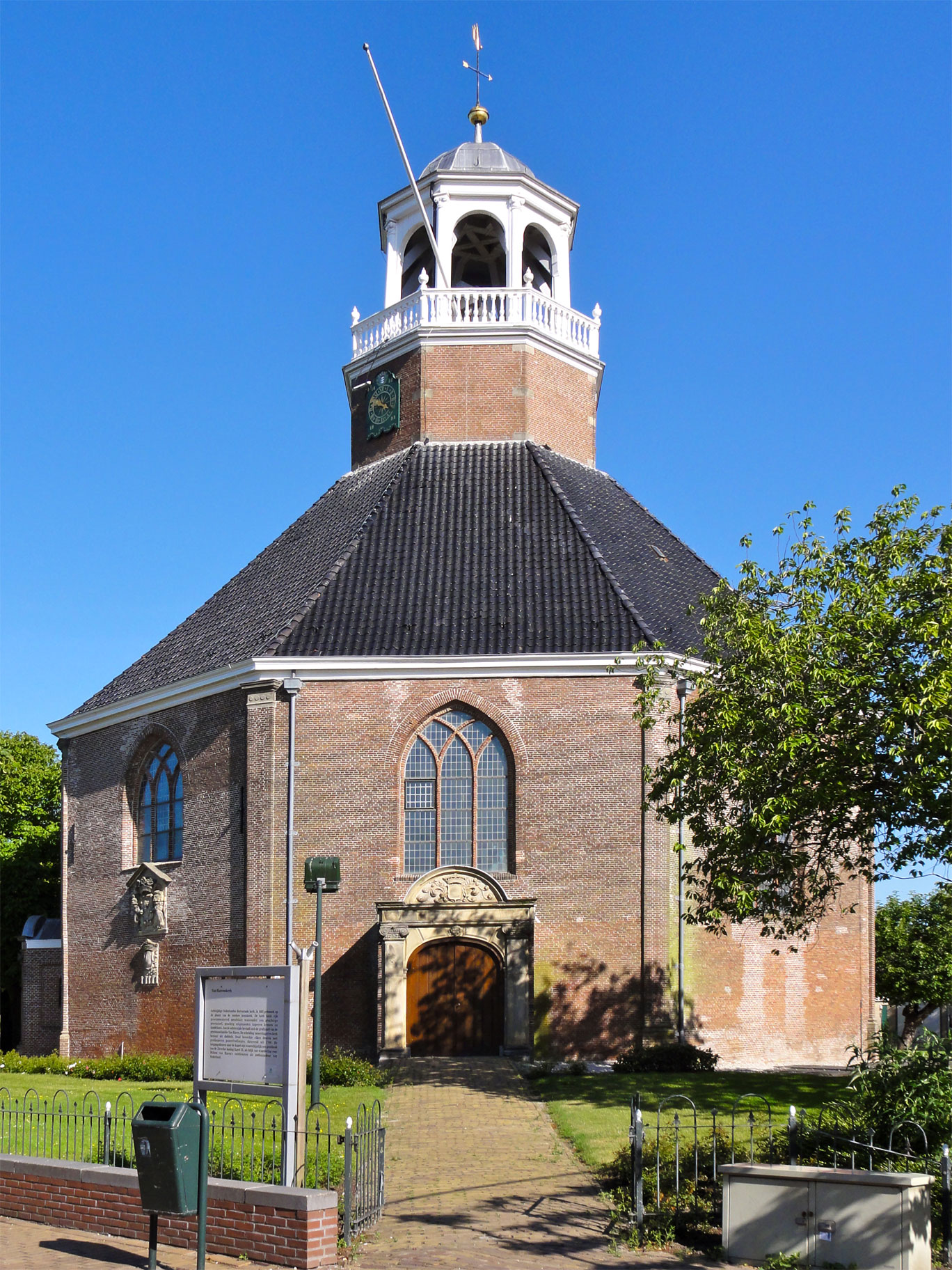
Sint Annaparochie Van Harenskerk
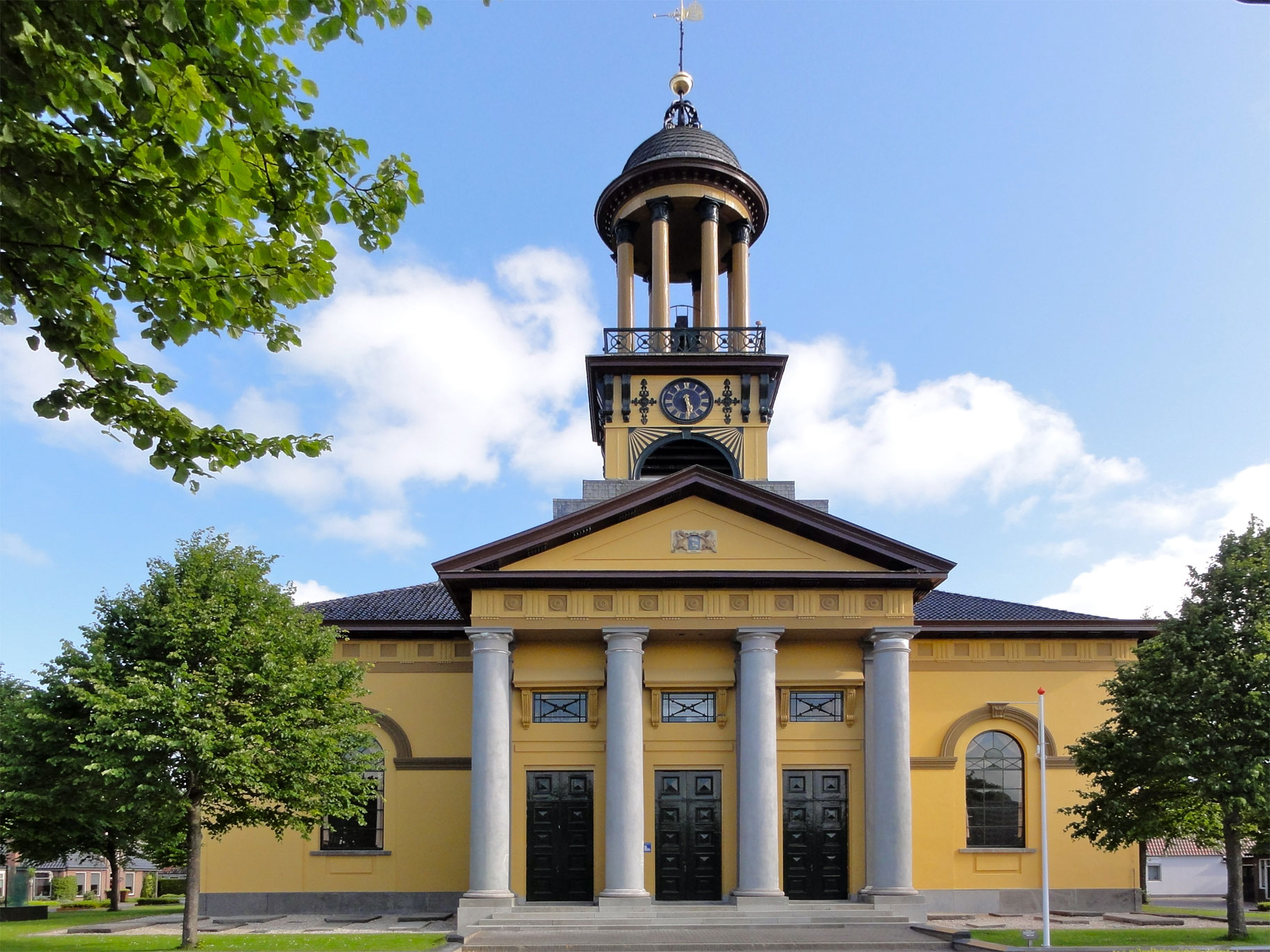
Sint Jacobiparochie Groate Kerk
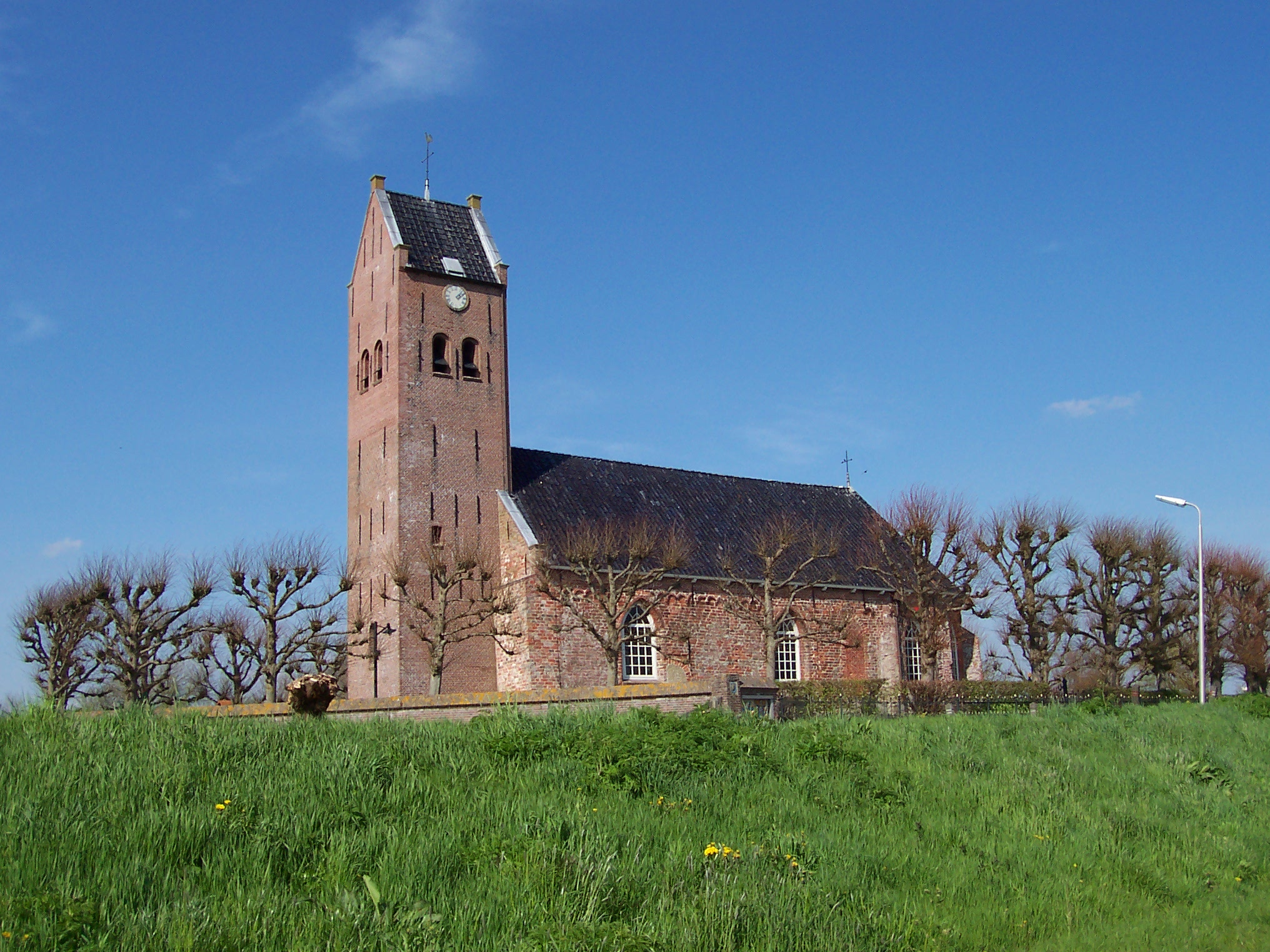
Swichum Nicolaaskerk
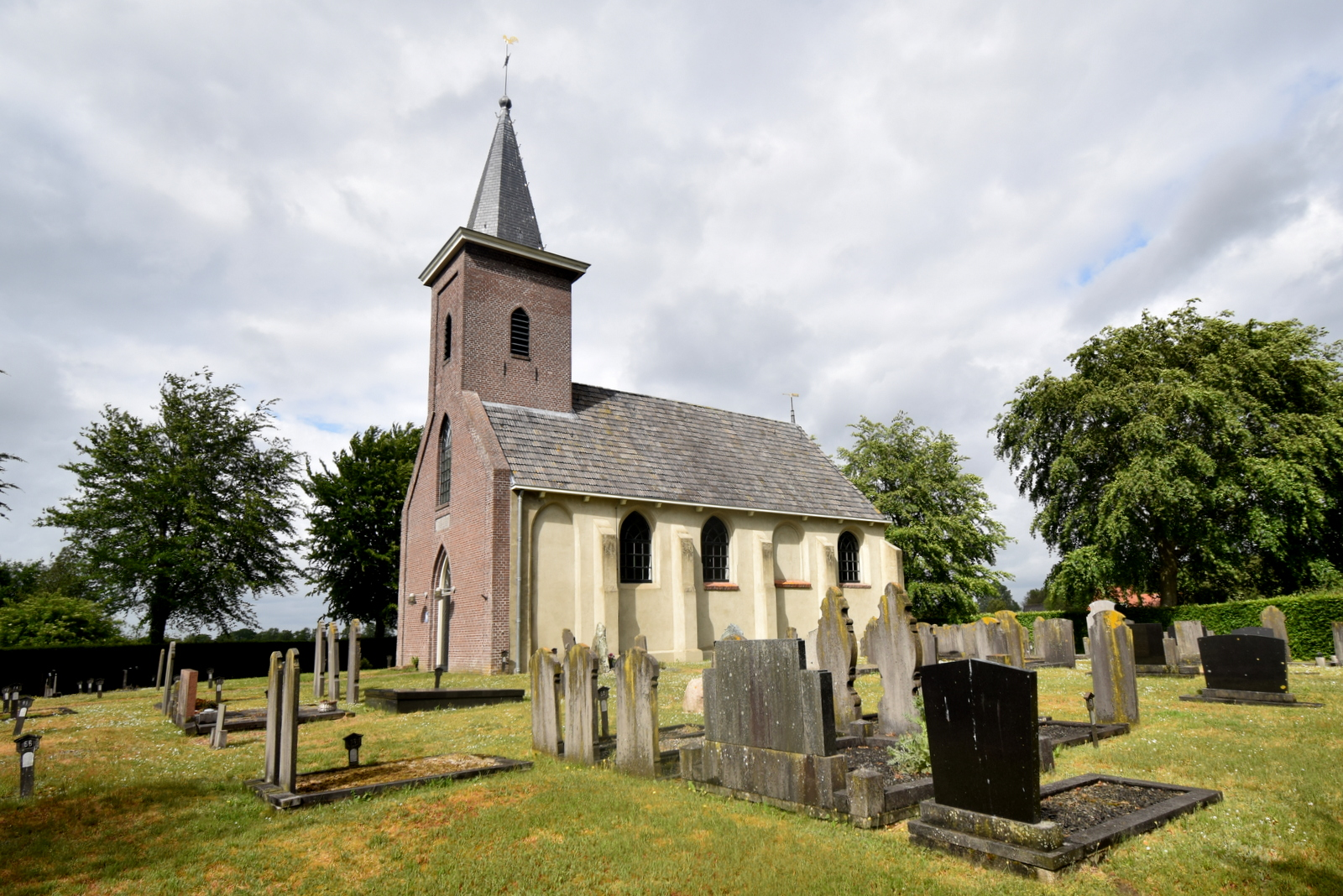
Ter Idzard Bonifatiuskerk
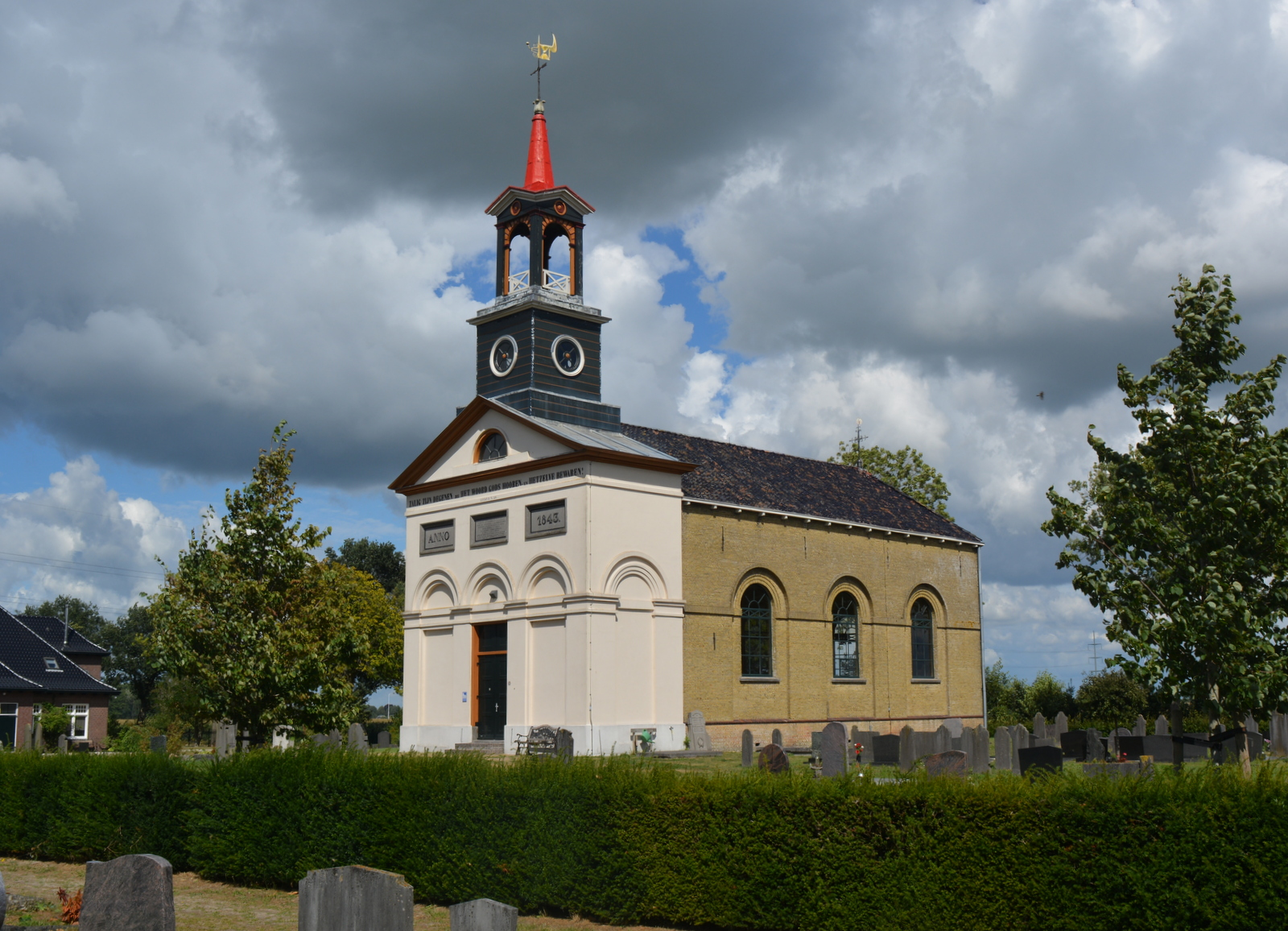
Terband Terbantster Tsjerke
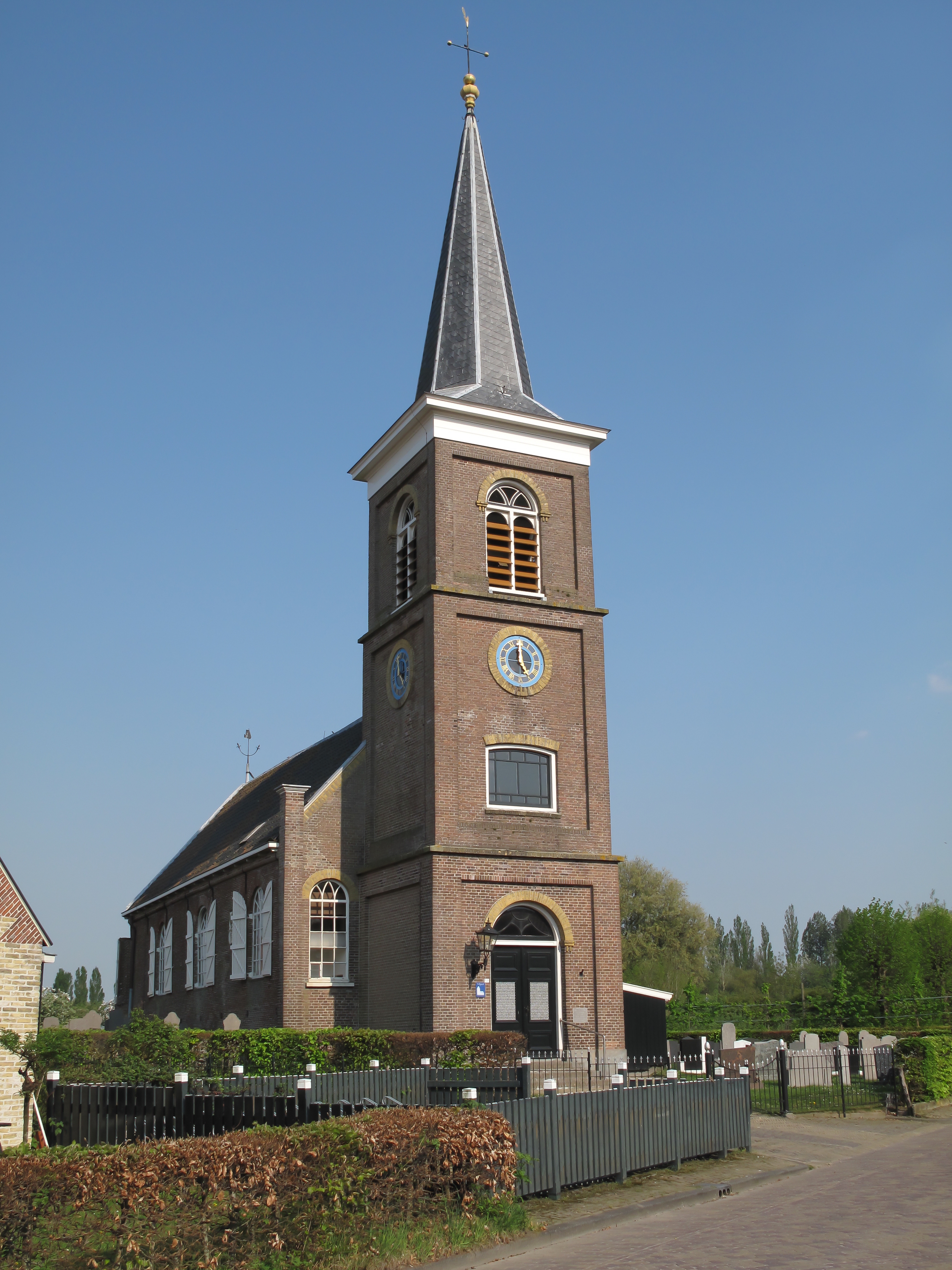
Uitwellingerga Hermeskerk
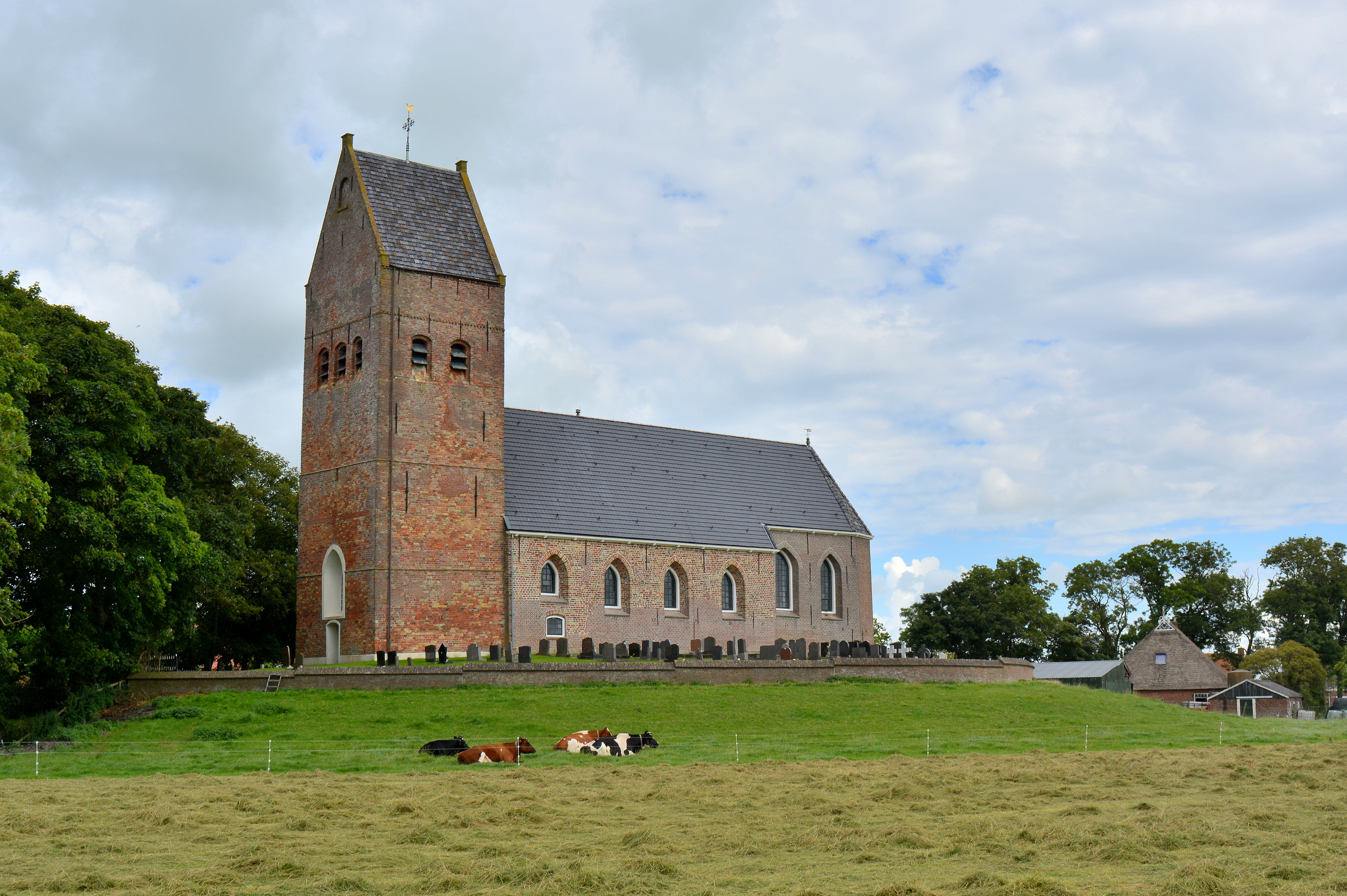
Wanswerd Petruskerk
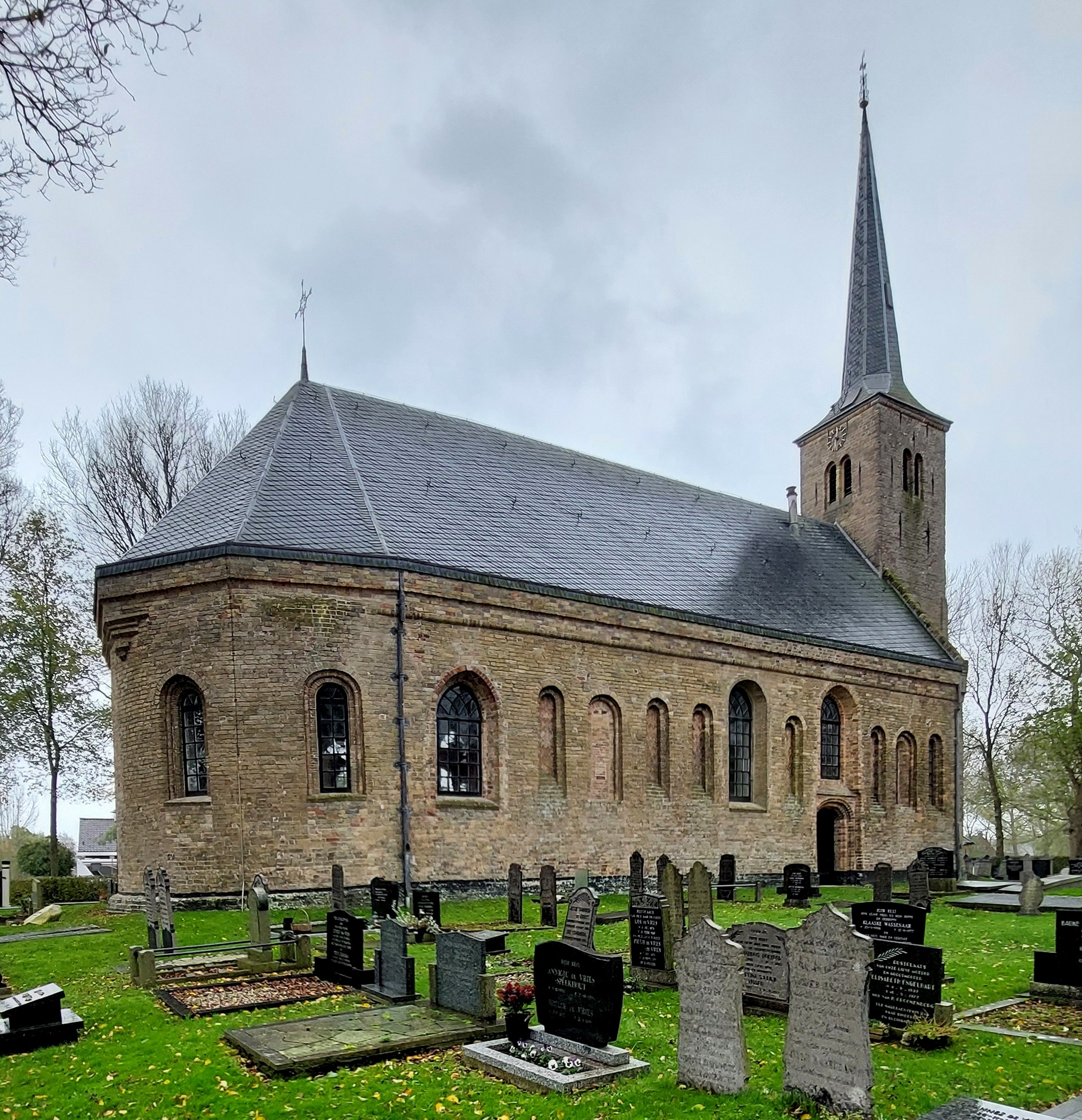
Weidum Johanneskerk
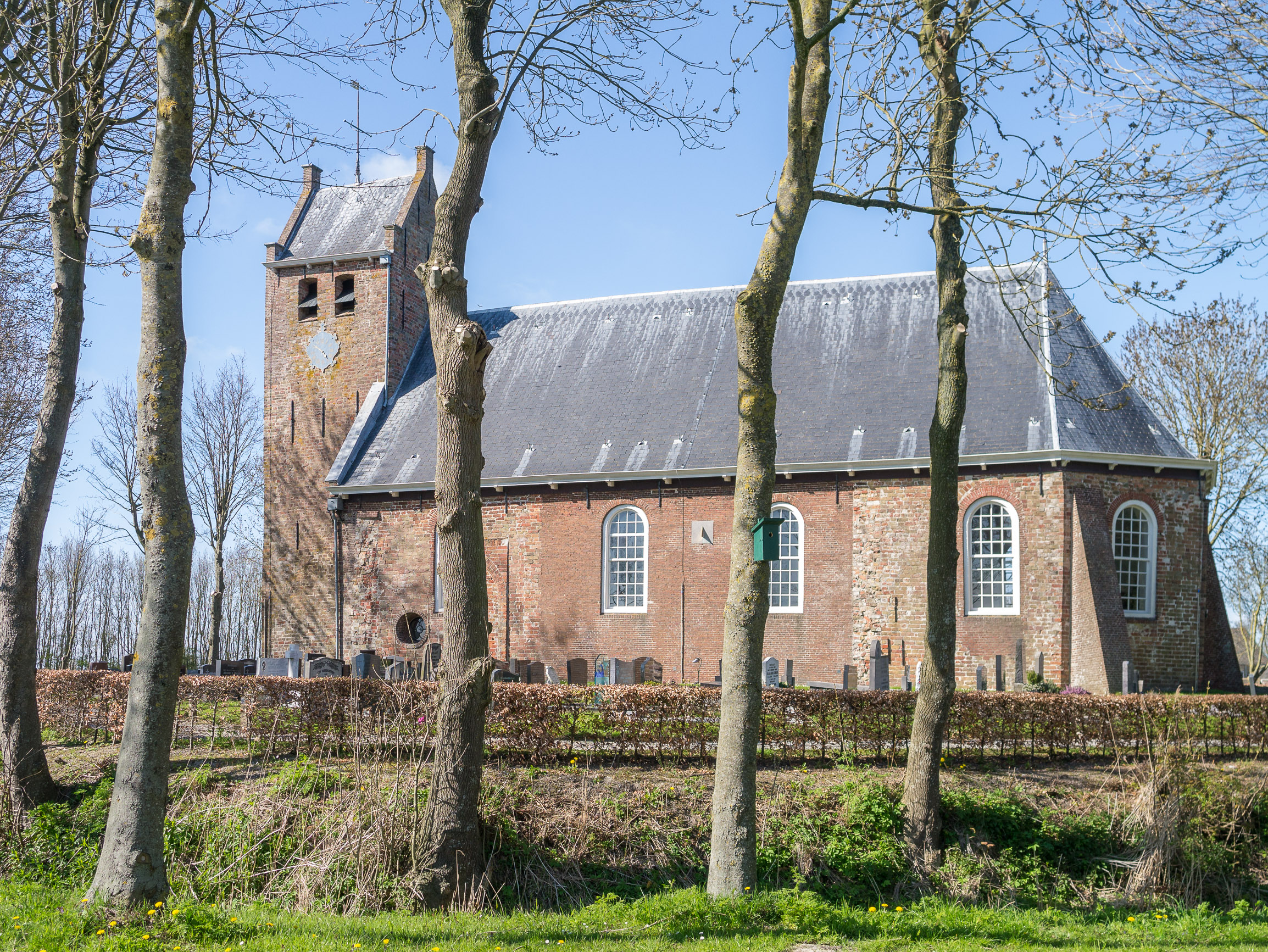
Westernijkerk Kerk
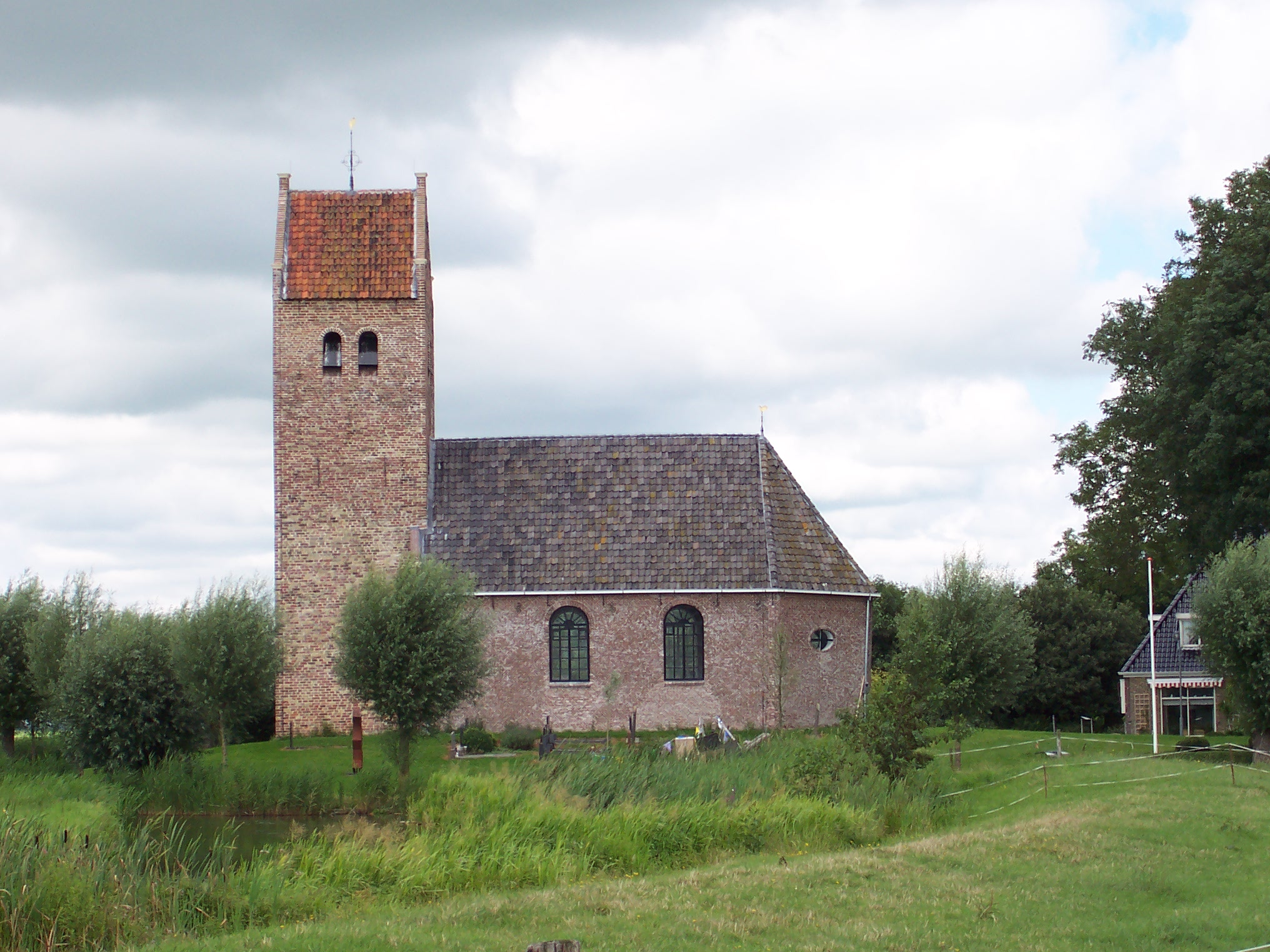
Westhem Bartholomeüskerk
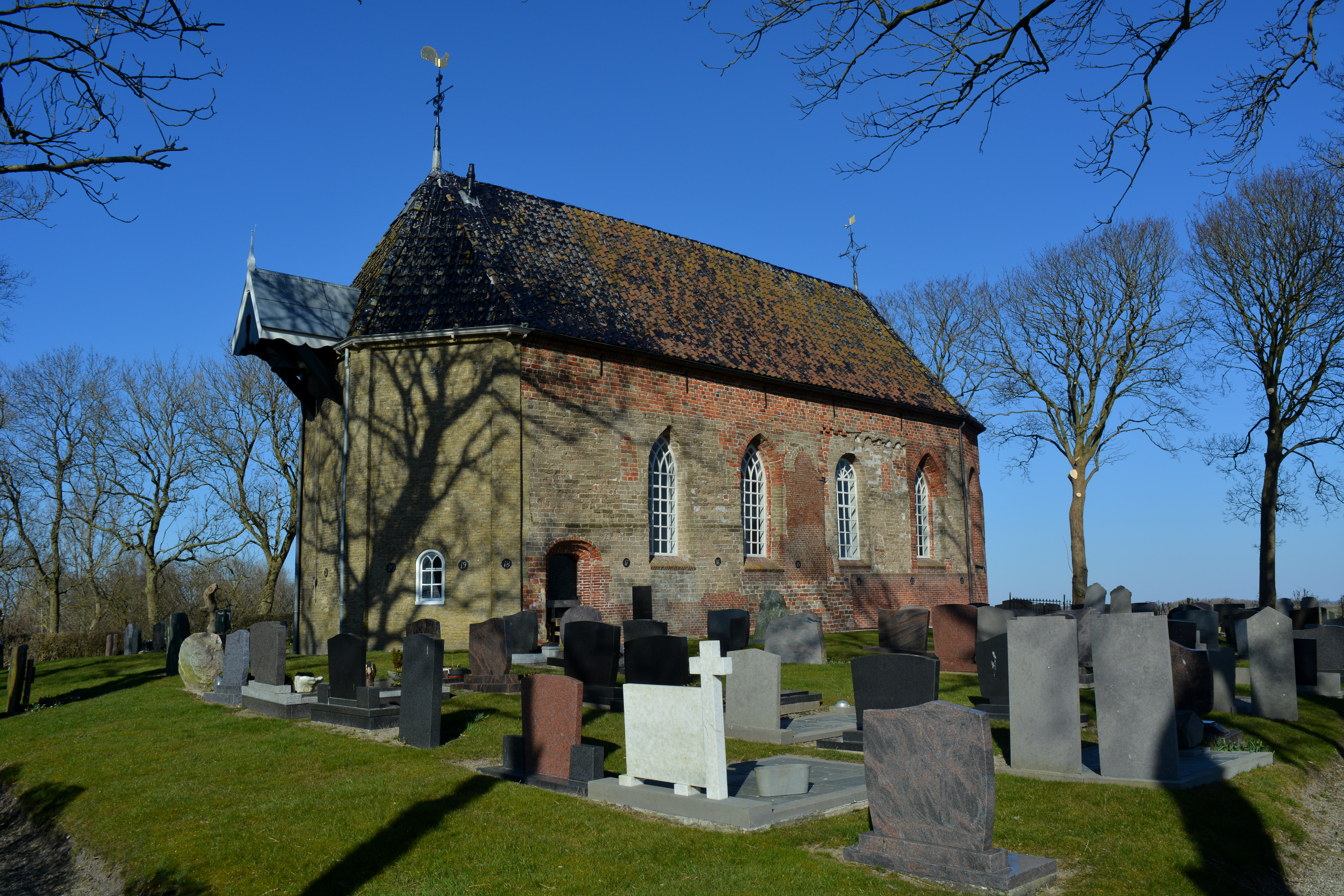
Wetsens Sint-Vituskerk
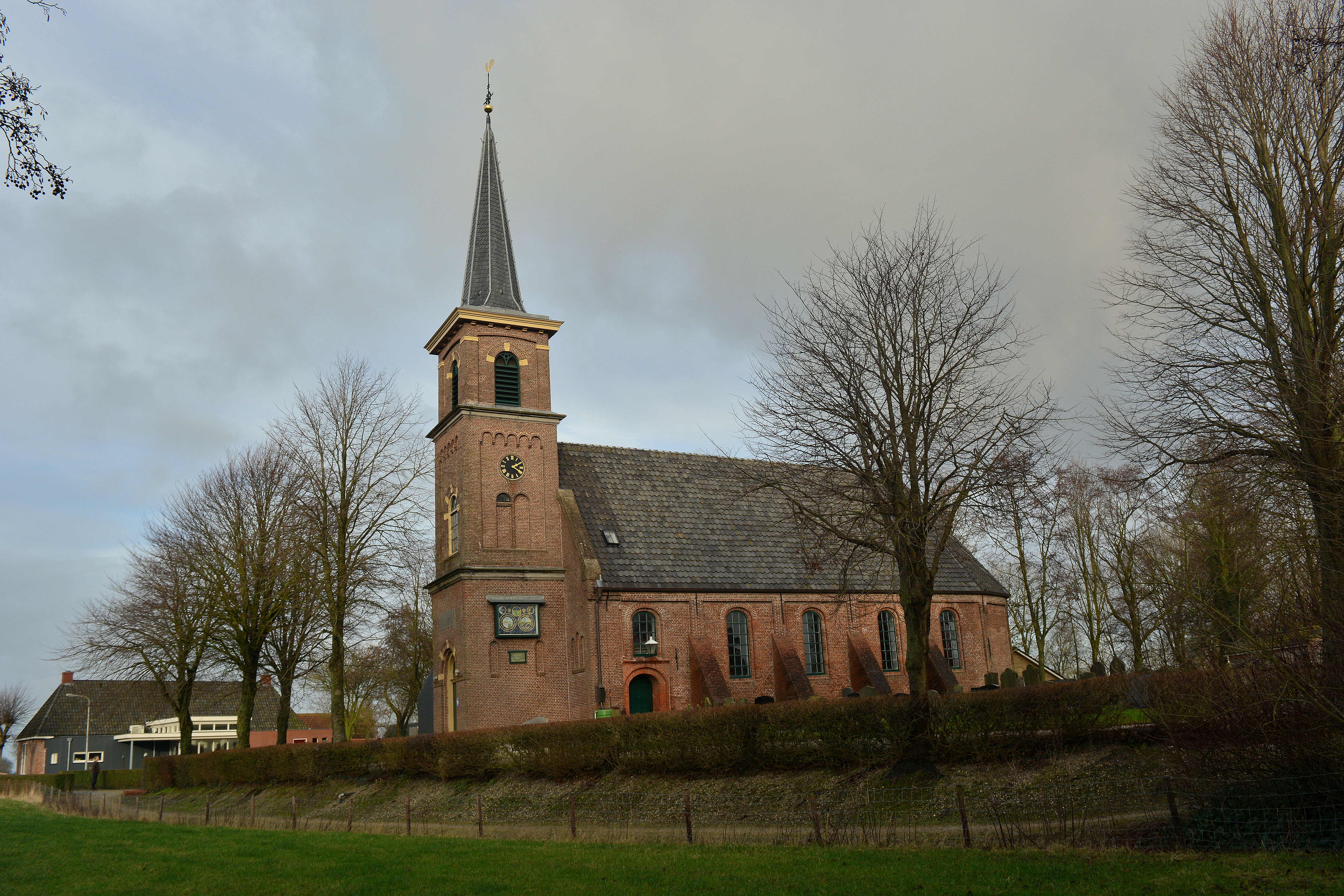
Wier Ioannis Theaterkerk Wier
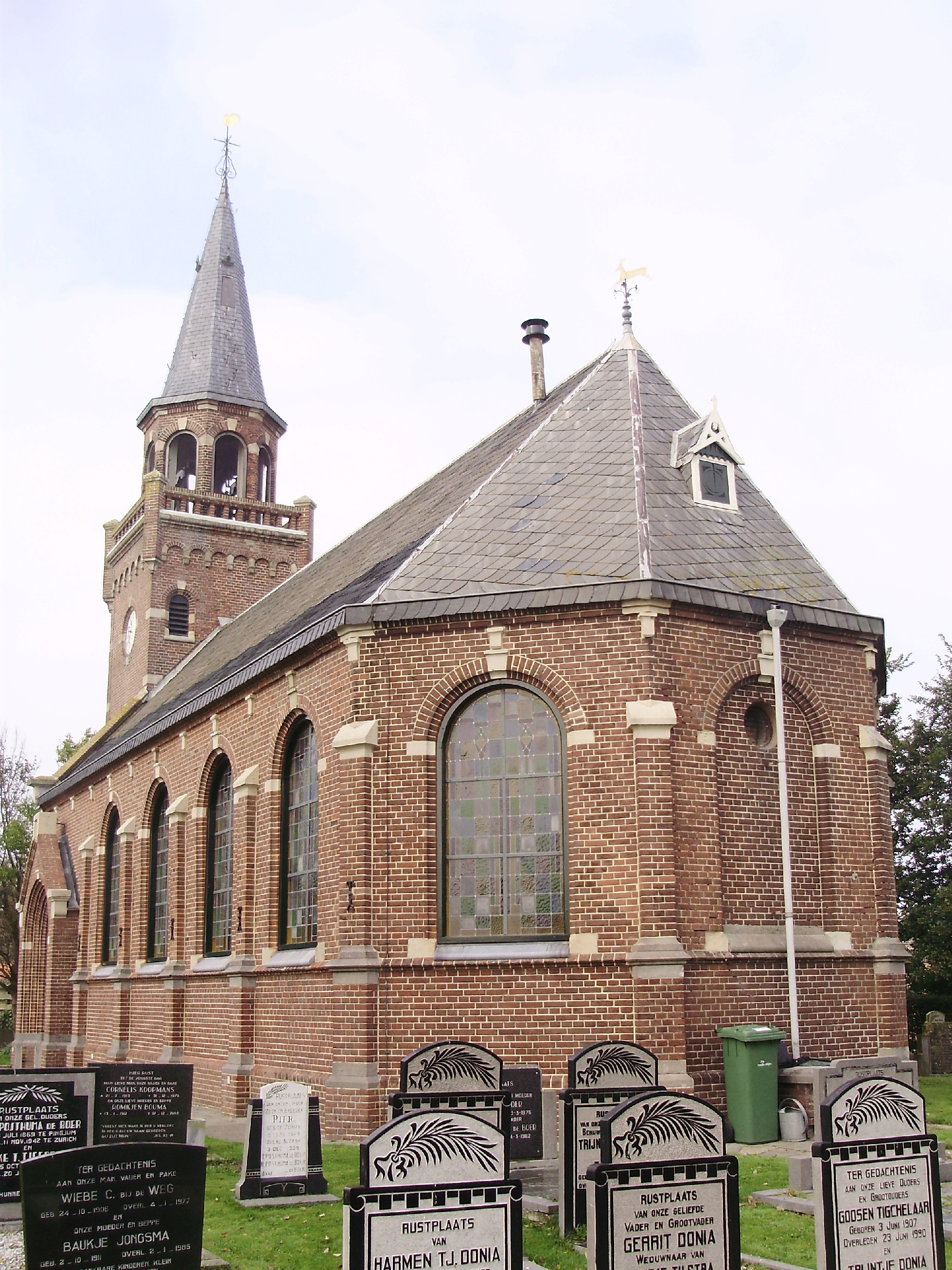
Zurich Dorpskerk
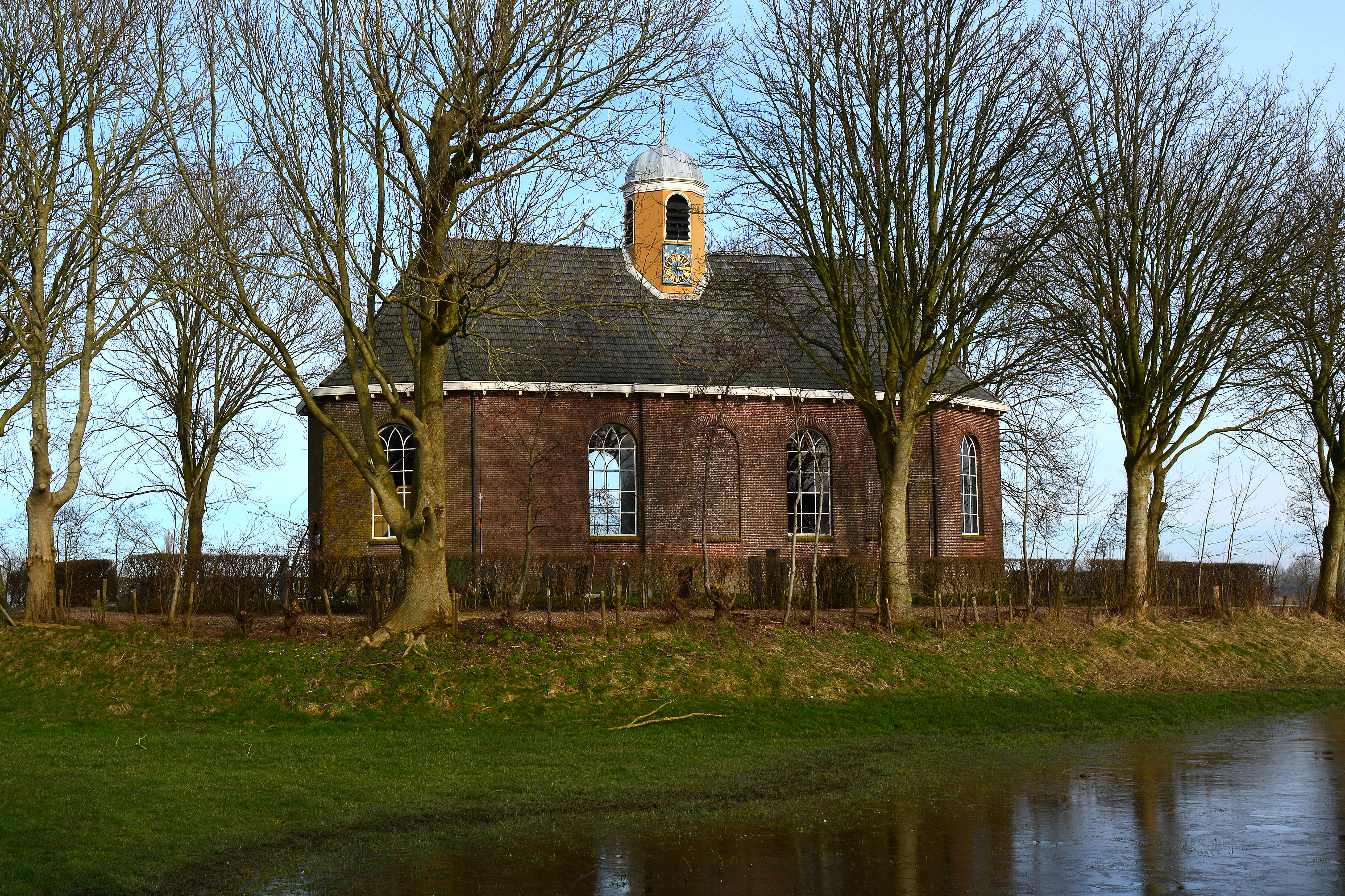
Zweins Reginakerk

## Klokkenstoelen

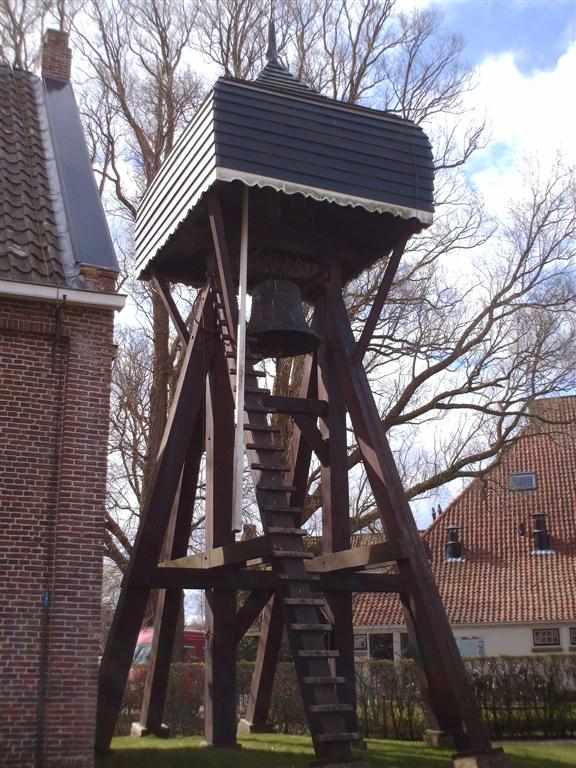
Goingarijp
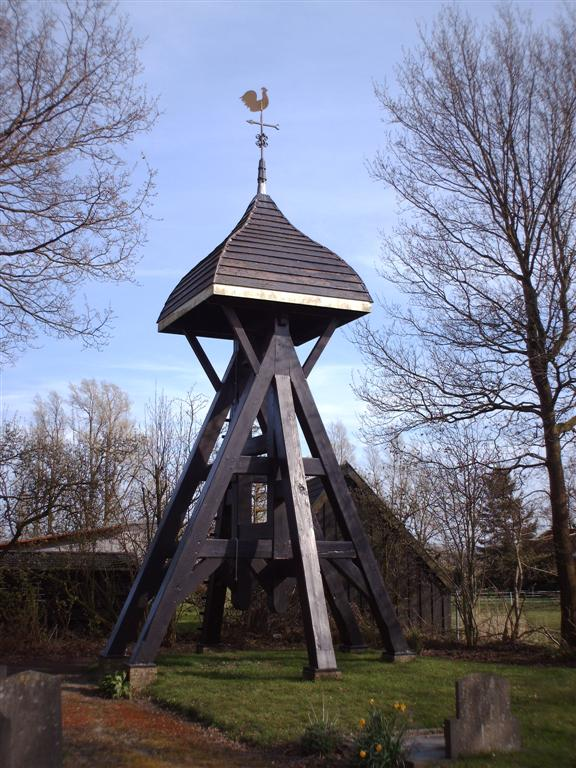
Nijeholtwolde